# Elvis' Golden Records

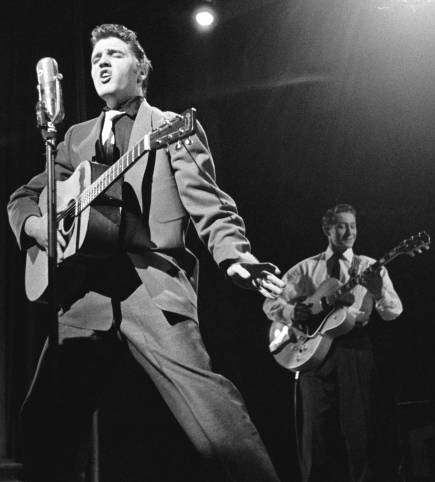
Elvis Presley med Scotty Moore i bakgrunden på gitarr. Det femte framträdandet på Jimmy och Tommy Dorseys "Stage Show" den 17 mars 1956, då Elvis sjöng "Blue Suede Shoes" och "Heartbreak Hotel".

Elvis' Golden Records, i efterhand ibland med tillägget Volume 1, är ett samlingsalbum av den amerikanske sångaren och musikern Elvis Presley, släppt av RCA Victor i mono (LPM 1707) den 21 mars 1958. Det består av hans hitsinglar utgivna åren 1956 och 1957, och det anses allmänt vara det första greatest hits-albumet i rock'n'rollens historia. Det är det första av fem Elvis' Golden Records- eller Elvis' Gold Records-album utgivna på RCA Victor, av vilka de fyra första utgavs under Elvis Presleys livstid. 
Albumet består av 14 av Elvis Presleys mest kända och största hitlåtar. Nio av låtarna hade nått förstaplatsen på singellistorna i USA. "Heartbreak Hotel", "Don't Be Cruel", "Love Me Tender", "All Shook Up", "Teddy Bear" och "Jailhouse Rock" hade alla nått förstaplatsen på de mest betydelsefulla listorna som föregick Billboards Hot 100-lista, vilken skapades först i augusti 1958. Även "Hound Dog", "Too Much" och "I Want You, I Need You, I Love You" nådde förstaplatsen, då på bästsäljarlistan som rangordnade de singlar som hade sålt mest i skivaffärerna under veckan.
Albumet nådde plats tre på Billboards Top Pop Albums-lista, och plats 4 på Cashbox albumlista. Det certifierades guld 1961 och kom så småningom att certifieras 6 × platina av Recording Industry Association of America (RIAA) för en försäljning av sex miljoner exemplar i USA.

## Bakgrund

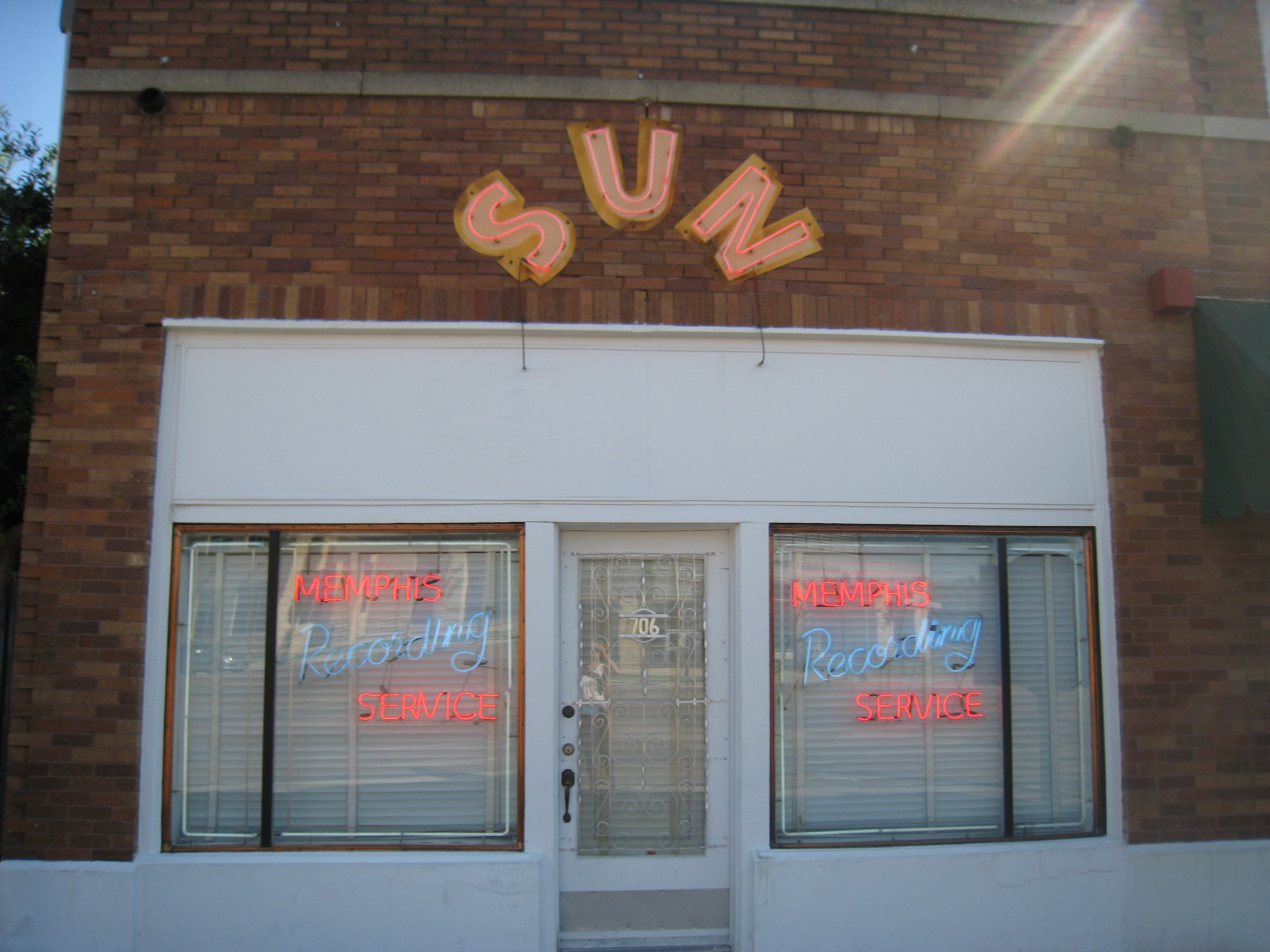
Den rekonstruerade fasaden på Sun Studio, "Memphis Recording Service", där Elvis Presley gjorde sina första studioinspelningar.

Elvis' Golden Records består av Elvis Presleys mest framgångsrika låtar från hans två första år på skivbolaget RCA Victor. Elvis Presley inledde sin musikkarriär sommaren 1954 på det lilla oberoende skivbolaget Sun Records i Memphis i Tennesse, ägt av Sam Phillips. Med från starten var gitarristen Scotty Moore och basisten Bill Black. Hans första skiva, "That's All Right" och "Blue Moon of Kentucky", blev en hit i närområdet. Genom ett ihärdigt turnerande i Tennessee och i kringliggande delstater, samt efter fler släppta skivor, skaffade sig Elvis Presley snart ett rykte och vann berömmelse lokalt. I början tog Scotty Moore på sig uppgiften att agera som gruppens manager. Allt eftersom framgången växte ökade behovet av en mer professionell manager, och diskjockeyn Bob Neal kom först att ordna bokningar åt gruppen, därefter även att ta hand om artisthanteringen och officiellt bli Elvis manager. Snart blev också närområdet för litet, och Tom Parker, som såg vilken effekt Elvis Presley utövade på tonårspubliken under sina framträdanden, kom att övertyga honom om att han var den person som kunde hjälpa honom vidare i karriären.
Med Parker vid rodret kom förhandlingar att ske med flera större skivbolag. Sam Phillips på Sun Records insåg att Elvis, för att kunna nå ut till hela USA, behövde ett rikstäckande skivbolag. Och Phillips ägde ett lokalt skivbolag som var rikt på lovande artister men i stort behov av pengar. Parker lyckades förmå RCA Records att betala de 35 000 dollar för Elvis som Sam Phillips begärde (plus ytterligare 5 000 dollar som Phillips var skyldig Elvis i retroaktiva royaltyer) – en summa som betraktat i efterhand synes obetydlig, men som vid tiden sågs som astronomisk och var den ojämförligt största summa som ett skivbolag dittills hade betalat för en etablerad sångartist. I november 1955 skrev Elvis Presley på för RCA och i köpet ingick också alla inspelningar som var gjorda på Sun Records. RCA hade investerat mycket pengar i den oprövade Elvis Presley som de hoppades skulle ge dem en artist som kunde leda vägen med den nya musik som var under uppsegling, men som ännu inte hade slagit riktigt på de stora marknaderna. Många på RCA oroade sig dock för att den unge mannen från det kulturellt marginaliserade Södern inte skulle leva upp till förväntningarna, och att det skulle visa sig ha varit en felsatsning.

## Studioinspelningarna

### Elvis' Golden Records
Elvis' Golden Records (Volume 1) är ett samlingsalbum bestående av 14 låtar som hade givits ut på singlar, och i ett fall på ep, åren 1956 och 1957. Beroende på vilka listor man tar i beaktande hade upp till nio av dessa låtar nått förstaplatsen på singellistan i USA. Albumet gavs ut den 21 mars 1958. Detta var Elvis Presleys första samlingsalbum bestående av guldsäljande låtar, och det skulle i jämförelse med de kommande volymerna, Volume 2 (november 1959), Volume 3 (augusti 1963), Volume 4 (januari 1968) och Volume 5 (mars 1984) komma att sälja klart mer, så småningom över sex miljoner exemplar i USA.
De 14 låtarna på skivan hade spelats in vid tio tillfällen. De två första av dessa inspelningar ägde rum i RCA Victors studio i Nashville i Elvis Presleys hemdelstat Tennessee och den nästföljande i RCA Victors studio i New York. Två ägde rum i filmbolagsstudior, i 20th Century Fox och i Paramounts studior. De övriga fem inspelningssessionerna hölls i Radio Recorders studio 1 i Hollywood i Kalifornien. Låtarna gavs ut på följande åtta singelskivor och en ep-skiva:
- "Heartbreak Hotel" (tillsammans med B-sidan "l Was the One") (27 januari 1956).[1][2]
- "I Want You, I Need You, I Love You" (tillsammans med B-sidan "My Baby Left Me") (4 maj 1956).[3][4]
- "Don't Be Cruel" / "Hound Dog" (13 juli 1956).[5][4]
- "Love Me Tender" / "Any Way You Want Me" (28 september 1956).[6][7]
- "Love Me" (huvudlåt på ep-skivan Elvis Volume 1 tillsammans med "Rip It Up", "When My Blue Moon Turns To Gold Again" och "Paralyzed") (19 oktober 1956).[61]
- "Too Much" (tillsammans med B-sidan "Playing for Keeps") (4 januari 1957).[8][9]
- "All Shook Up" / "That's When Your Heartaches Begin" (22 mars 1957).[10][11]
- "(Let Me Be Your) Teddy Bear" / "Loving You" (11 juni 1957).[12]
- "Jailhouse Rock" / "Treat Me Nice" (24 september 1957).[13][14]

### Inspelningssessionerna och musikerna

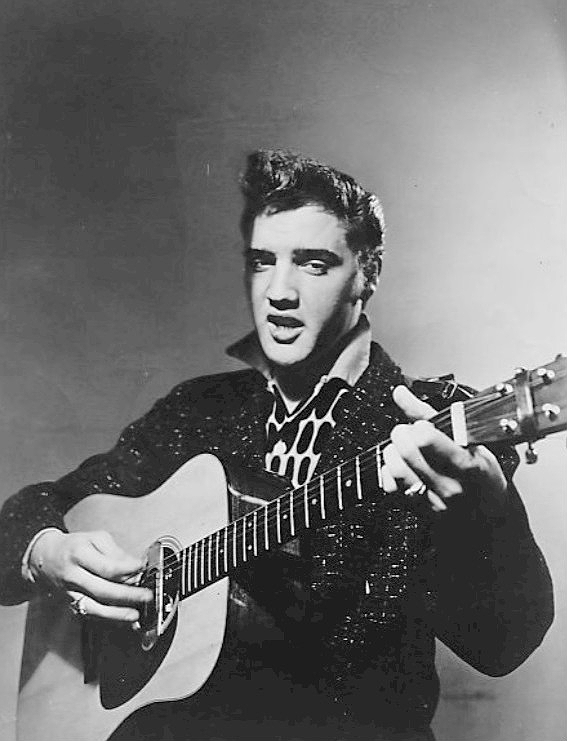
Reklamfoto av Elvis Presley taget den 1 december 1955 i RCA Victors studio i New York. Det var då drygt en månad kvar tills Elvis skulle göra sina första inspelningar för RCA på McGavock Street i Nashville, däribland "Heartbreak Hotel".

"Januari 1956": Elvis Presleys första studioinspelningssession för sitt nya skivbolag, RCA Victor, ägde rum i Nashville den 10–11 januari 1956. RCA:s dåvarande studio i Nashville var inhyrd i Metodistkyrkans lokaler på McGavock Street, och Elvis kom vid tillfället att spela in fem nya låtar, däribland "Heartbreak Hotel" och "l Was the One", som blev hans första singel på det nya skivbolaget. På plats i studion var gitarristen Scotty Moore och basisten Bill Black, vilka båda varit med honom från starten på Sun Records i Memphis juli 1954, och trummisen D. J. Fontana som sedan augusti 1955 hade turnerat med gruppen men ännu aldrig spelat in med Elvis i studio. Countrygitarristen Chet Atkins, som verkade både som studiomusiker och studiochef i Nashville för RCA, medverkade också på inspelningen på kompgitarr, liksom pianisten Floyd Cramer, som tidigare hade spelat med Elvis under hans framträdanden på Louisiana Hayride. På bakgrundssång hade man gospelsångarna Ben och Brock Speer samt Gordon Stoker från The Jordanaires, men först under andra inspelningsdagen den 11:e. Producent var Steve Sholes.
"April 1956": Tre månader senare, den 14 april 1956, var Elvis åter i RCA Victors studio i Nashville för en endagarsinspelning, efter att han hade gjort ett två dagar långt uppehåll i sitt turnerande. Men sessionen utmynnade i endast en inspelad låt, nämligen "I Want You, I Need You, I Love You". Det skrala resultatet kan ha berott både på att Elvis var utmattad av det konstanta turnerandet och alltför uppskakad efter flygturen till Nashville, där man för ett tag trodde att planet skulle störta. Jämfört med den förra inspelningen i Nashville hade Floyd Cramer ersatts av Marvin Hughes på piano. I övrigt var det samma uppsättning musiker i studion.
"Juli 1956": Den 2 juli 1956 i RCA:s studio i New York, spelade Elvis in "Hound Dog", "Don't Be Cruel" och "Any Way You Want Me" – låtar som alla gavs ut på singel och också kom med på Elvis' Gold Records. De flesta musiker var desamma som i Nashville, men på bakgrundssång hade man den fulla uppsättningen i The Jordanaires och på piano Shorty Long, förutom på "Hound Dog" då Gordon Stoker från The Jordanaires satt bakom pianot. Även om RCA Victor-chefen Steve Sholes var den interna A&R-ansvarige för Elvis Presley och formellt ansvarig för hans inspelningssessioner på RCA Victor, tog Elvis vid denna inspelning över det fulla ledarskapet som producent för inspelningarna och skulle i praktiken verka som sådan under hela 1950-talet. Han insisterade på att få slutföra varje låt till dess att han var nöjd med resultatet, vilket innebar 31 tagningar av "Hound Dog" och 28 av "Don't Be Cruel".
"Augusti 1956": "Love Me Tender" till filmen Love Me Tender spelades in den 24 augusti 1956 på 20th Century Fox Stage 1 i Hollywood. Filmbolaget 20th Century Fox krävde att inspelningen av musiken skulle ske i deras stora filmstudio och Elvis fick varken spela in med sitt band eller bestämma vilka låtar som skulle spelas in. "Love Me Tender" ackompanjerades emellertid bara av Elvis själv på gitarr och av The Ken Darby Trio på bakgrundssång.
"September 1956": Eftersom Elvis befann sig i Hollywood för filminspelningen, skedde nästa studioinspelningssession för RCA i den oberoende studion Radio Recorders i Hollywood. Det var en tredagarssession, den 1–3 september, och Elvis kände sig omedelbart bekväm både med inspelningsstudion och med den ansvarige ljudteknikern Thorne Nogar. Elvis lät sedan via sin manager meddela Steve Sholes på RCA att han hädanefter ville spela in på Radio Recorders i stället för i RCA-studion i Nashville. Denna gång spelade Elvis in material till sitt andra album och till en ny singel, som blev "Too Much" och "Playing for Keeps". Han spelade också in "Love Me" vid detta tillfälle. Som vanligt hade man Scotty Moore på gitarr, Bill Black på bas och D. J. Fontana på trummor. Bakgrundssången stod The Jordanaires för. Eftersom man inte hade anlitat någon pianist för tillfället, kom Elvis själv och Gordon Stoker från the Jordanaires att spela alla pianostämmor, Elvis på bland annat "Playing for Keeps" och "Love Me".

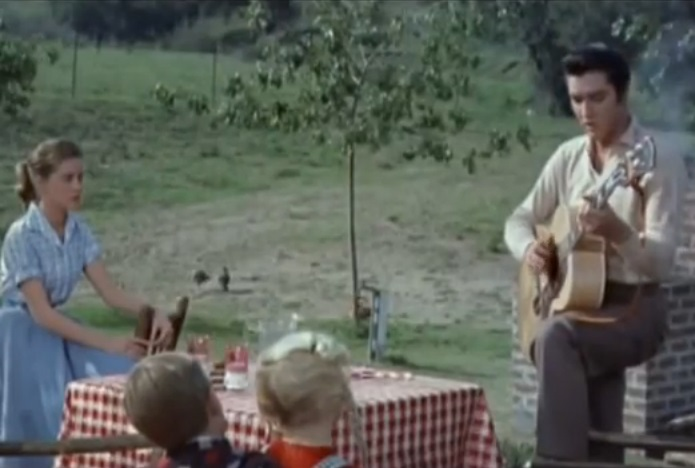
Elvis Presley vid framförandet av "Loving You" i filmen Loving You.

"12–13 januari 1957": Helgen den 12–13 januari 1957, strax innan Elvis skulle påbörja inspelningen av sin andra film, Paramounts Loving You, var han på plats i Hollywood och i Radio Recorders studio 1 för att spela in låtar till en gospel-ep och till nya singlar. Vid tillfället spelades bland annat "All Shook Up" och "That's When Your Heartaches Begin" in. Musikerna var desamma som vid förra tillfället och Gordon Stoker alternerade än en gång på piano.
"15–22 januari 1957": Efter en dags uppehåll påbörjades inspelningarna av låtarna tänkta att ingå i filmen Loving You. Inspelningarna ägde rum den 15–18 och 21–22 januari 1957 i filmbolaget Paramounts egna lokaler, så kallade "Sound Stage", eftersom filmproducenten Hal Wallis inte tillät att man spelade in på Radio Recorders. Elvis, som var van att spela in i mindre och mer ombonade lokaler, tyckte illa om att spela in i den hangarliknande filmstudion. En av de låtar som spelades in vid detta tillfälle var "(Let Me Be Your) Teddy Bear". Det var dock samma uppsättning musiker och inte filmbolagets egna denna gång (en uppgörelse som Parker hade förhandlat fram). Den enda skillnaden var att Dudley Brooks hade tillkommit som pianist.

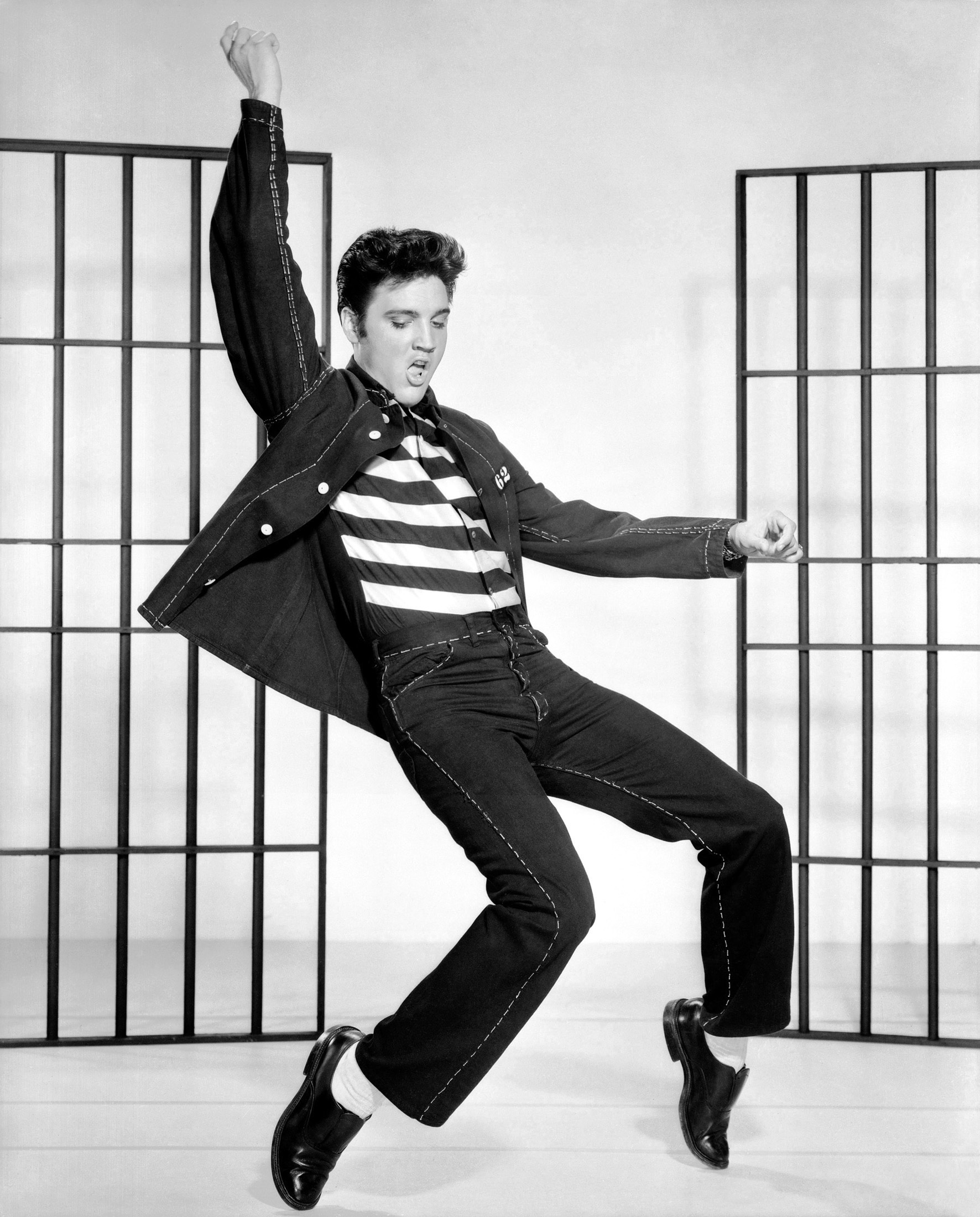
Elvis Presley inför dansscenen vid framförandet av "Jailhouse Rock" på ett marknadsföringsfoto till filmen Jailhouse Rock.

"Februari 1957": En månad senare, den 23–24 februari 1957, var man tillbaka för en ny studiosession på Radio Recorders. Vid detta tillfälle passade Elvis på att spela in "Loving You" på nytt, eftersom ingen av de tre versionerna som hade spelats in i januari i Paramounts studio riktigt lät som den hitlåt man ville ha. Det var samma musiker på plats som vid förra tillfället.
"April–maj 1957": Den 30 april 1957 spelade Elvis in låten "Jailhouse Rock" i Radio Recorders studio 1 i Hollywood i samband med inspelningen av musiken till filmen Jailhouse Rock. Inspelningarna fortsatte under några icke sammanhängande dagar i maj både på Radio Recorders och i filmbolaget MGM:s lokaler. Flera versioner av "Treat Me Nice" spelades då också in. Musikerna var återigen desamma, men på "Jailhouse rock" spelade Neal Matthews från The Jordanaires ståbas medan Bill Black hade bytt till elbas. Tillkommit hade också de båda låtskrivarna Jerry Leiber och Mike Stoller. De hade skrivit flera låtar till filmen och hade kallats in för att bistå i inspelningen av musiken till denna, där de kom att ta del av arbetet både i kontrollrummet och på studiogolvet.
"September 1957": Den sista sessionen för de låtar som kom att ingå i Elvis' Golden Records ägde ännu en gång rum i Radio Recorders studio 1 i Hollywood, och denna gång den 5–7 september 1957. Samma musiker som vid förra tillfället var på plats. Elvis ville att Jerry Leiber och Mike Stoller skulle vara med även denna gång och därutöver kom sopransångerskan Millie Kirkham från Nashville att delta, då Elvis hade tyckt om det han hade hört av hennes sång bakom andra artister. Tanken med denna session var i första hand att spela in en julskiva. Samtidigt kom även några andra låtar som Elvis var mer intresserad av att spelas in, däribland Leiber och Stollers "Don't" och en ny inspelning av "Treat Me Nice" som kom att bli skivversionen.

## Komposition och stil

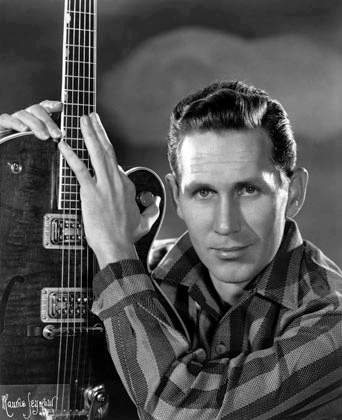
Chet Atkins, som deltog på kompgitarr vid inspelningen av "Heartbreak Hotel".

"Heartbreak Hotel": Den 11 november 1955 spelade Mae Boren Axton, en vän till Elvis då nye manager Tom Parker, en demoinspelning av sin och Tommy Durdens "Heartbreak Hotel" för Elvis vid en mässa i Nashville. Elvis var vid tiden på väg till RCA även om då ännu inget var klart, och han försäkrade henne att låten skulle bli hans första singel på det nya skivbolaget. Elvis kom därefter att börja framföra den live på sina konserter och introducerade den som en ny låt som skulle bli hans första hit. Samtidigt sökte Steve Sholes på RCA efter material till den betydelsefulla första inspelningssessionen på RCA, inplanerad till den andra veckan i januari 1956. Och han skickade demonstrationsskivor med textblad hem till Elvis för hans bedömning. Den 10 januari påbörjades inspelningarna och Elvis och bandet spelade in "Heartbreak Hotel" som andra låt. På plats i kontrollrummet fanns inte bara Steve Sholes och Tom Parker, utan också och Mae Boren Axton som varit med och skrivit "Heartbreak Hotel". Elvis fick ingen direkt vägledning från kontrollrummet och han kom därför att förlita sig på sin egen instinkt, och på några få tagningar hade man spelat in "Heartbreak Hotel" som var väl inövad efter att han och bandet hade framfört den live under nästan två månaders tid.
I kontrollrummet var man dock besviken på ljudet. Man lyckades inte alls åstadkomma samma ekoeffekt som hade utmärkt inspelningarna i Sun studio, med den speciella kombination av rumskänsla och tekniska finesser som Sam Phillips hade åstadkommit. "Heartbreak Hotel" passade inte riktigt in i någon särskild genre av populärmusik från den tiden. Den liknade inget annat som Elvis hade spelat in tidigare, eller för den delen som något annat på listorna vid tiden. Den var måhända mer blues eller rytm and blues än något annat, men hade drag av såväl rock som jazz. Vid denna session spelade Elvis också in "I Was the One", som var en av de låtar som Steve Sholes försett honom med, och som blev B-sida på den kommande singeln. Trots Elvis exponering på tv vid denna tid – dock utan att han inledningsvis tilläts att framföra det som allmänt ansågs vara en självmordslåt – tog det tid innan "Heartbreak Hotel" på allvar började klättra på listorna. Detta bidrog till den förvirring och oro som många på RCA upplevde – då särskilt Steve Sholes, som varit den som i första hand legat bakom den kostsamma investeringen Elvis Presley – rädd som man var att man hade gjort en felsatsning. Men när det väl tog fart nådde "Heartbreak Hotel" snart förstaplatsen på singellistorna i USA och sålde inom kort i en miljon exemplar.

"I Want You, I Need You, I Love You" var en kärleksballad skriven av Ira Kosloff och George Mysels. Det var en låt som Elvis kanske inte skulle ha spelat in under normala omständigheter. Men han hade kommit till sessionen i april efter den uppskakande flygturen utan några egentliga egna förslag på låtar, och fick ta det som Steve Sholes erbjöd honom. Det var en ballad med ett visst beat, men man hade svårt att få till en inspelning som Elvis var nöjd med, och i slutänden fick tagningarna 14 och 17 klippas samman till mastern. I praktiken fungerade Elvis nu som sin egen producent vid inspelningarna, men på femtiotalet ansågs artister inte själva kunna producera sin musik och inte förrän 1974 skulle hans insatser vad gällde arrangemang och mixning få sitt erkännande.

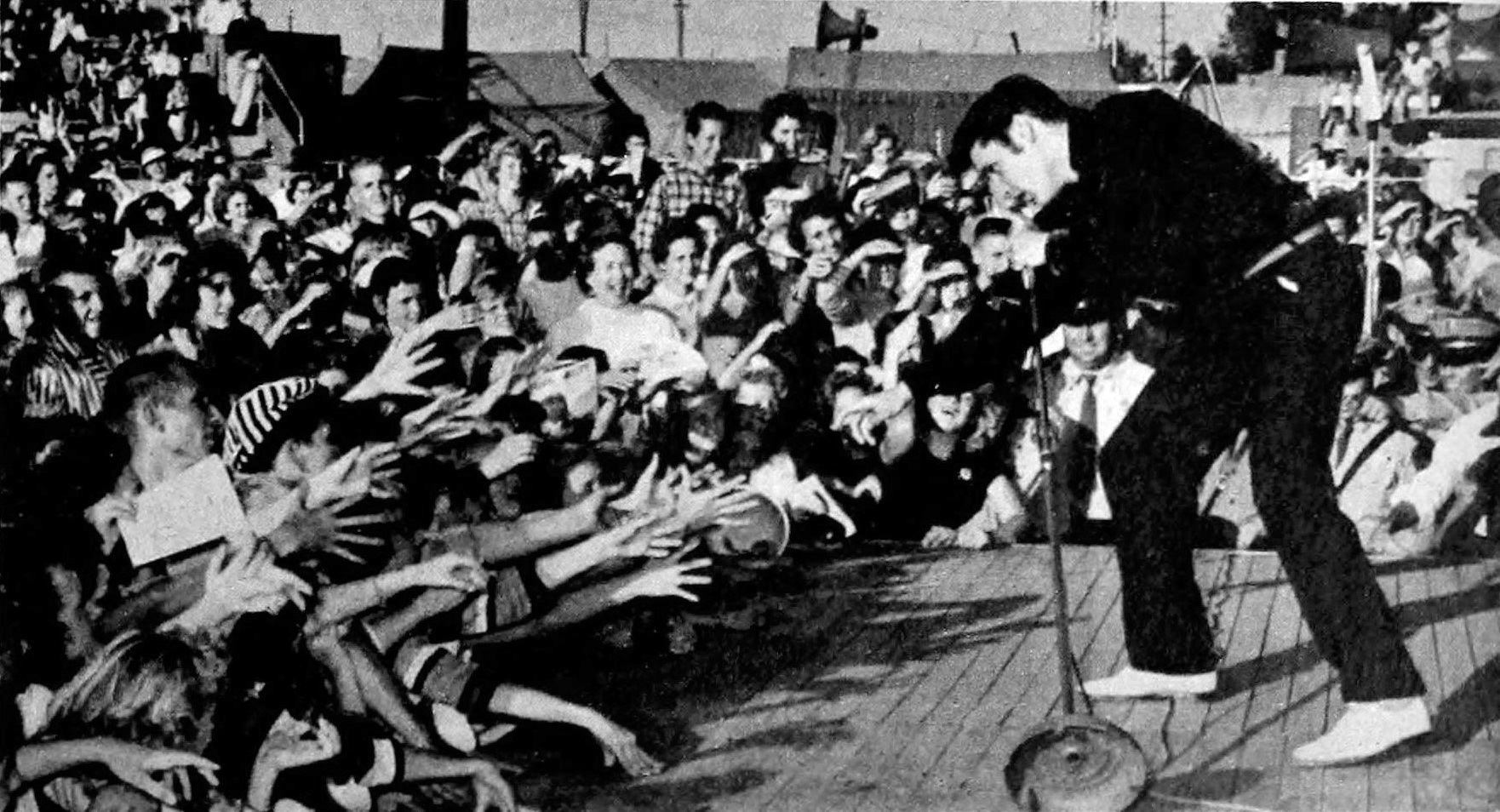
Elvis Presley vid ett liveframträdande i sin födelsestad Tupelo i Mississippi den 26 september 1956 inför en publik på närmare 50 000 personer.

"Hound Dog" hade skrivits av de vid tiden tonåriga killarna Jerry Leiber och Mike Stoller, vilka var uppvuxna i Los Angeles. De hade skrivit låten direkt åt den afroamerikanska bluessångerskan Willie Mae "Big Mama" Thornton som hade spelat in den 1952. Men det var inte hennes version som Elvis kom att efterlikna. I samband med ett engagemang i Las Vegas hade han hört den vita R&B-gruppen Freddie Bell and the Bellboys mer humoristiska framförande av låten, och eftersom han sökte efter en låt att avsluta sina konserter med, kom han att inkludera låten i sin liveshow direkt efter att han lämnade Las Vegas i början av maj. Hitintills hade RCA bara gett ut låtar med Elvis som varit förhållandevis städade, och inget som riktigt liknade det mer ohämmade som han åstadkom på scenen live och som gjorde att religiösa grupperingar runt om i landet startade kampanjer mot honom. Detta accentuerades den 5 juni när Elvis under sitt andra framträdande på "The Milton Berle Show" på tv utan gitarr sjöng "Hound Dog" och, som han gjorde när han framförde den live, drog ner tempot till halvfart i slutet av låten och rörde sig sexuellt utmanande på scenen.
Framförandet av "Hound Dog" på "The Milton Berle Show" gav upphov till ett ramaskri i pressen dagen efter med fördömanden om att det var "vulgärt", "obscent" och skulle leda till ökad ungdomsbrottslighet. Detta ledde i sin tur till att Elvis vid nästa planerade tv-framträdande den 1 juli i "The Steve Allen Show" förödmjukades genom att tvingas iförd smoking framföra låten till en levande basset hound som var utstyrd i hög hatt och fluga.

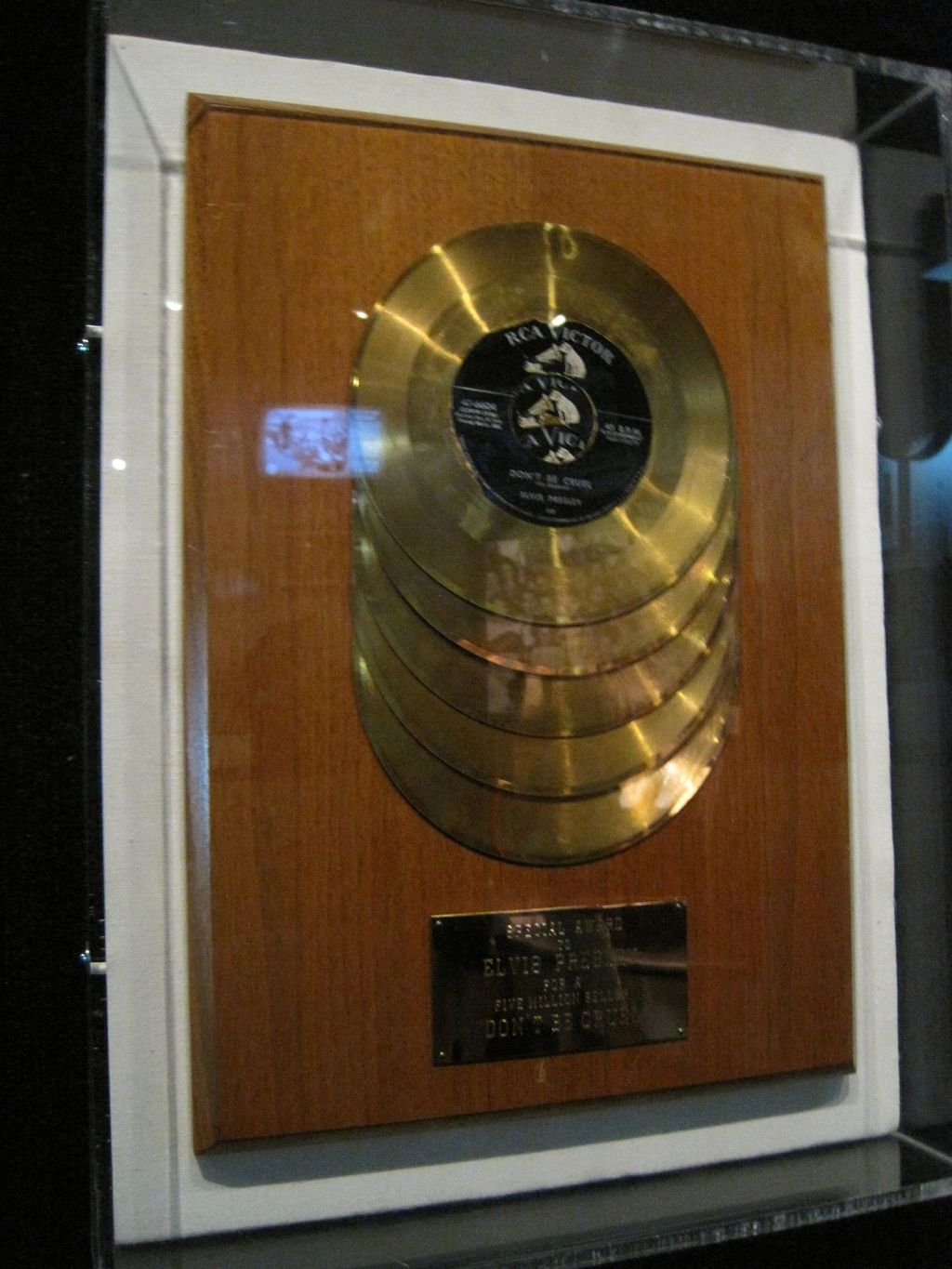
Fem guldskivor: "En särskild utmärkelse till Elvis Presley för femmiljonersförsäljningen av 'Don't Be Cruel'."

Med undantag för "I Want You, I Need You, I Love You" hade Elvis inte spelat in något nytt material efter de två sessioner som hållits i januari, när han dagen efter "The Steve Allen Show", den 2 juli, spelade in material på nytt i RCA:s studio i New York. Han hade för avsikt att spela in några av de demolåtar som han hade fått lyssna på, men Parker och Sholes hade sett vilken påverkan Elvis framförande av "Hound Dog" på liveshowerna och på tv hade haft på publiken, och ville absolut att Elvis skulle spela in den först. Dagen innan hade de försökt övertyga Elvis, som inledningsvis hade varit tveksam, då han ansåg den bara vara en humoristisk låt avsedd för liveframträdanden. Men han gav med sig, då den hade blivit så förknippad med honom. Eftersom den inhyrde pianisten Shorty Long hade blivit fördröjd, kom Gordon Stoker från The Jordanaires att spela piano vid inspelningen av "Hound Dog". Vanligtvis hade Elvis behandlat "Hound Dog" som ett bluesnummer på sina konserter och dragit ner på farten i slutdelen av låten, men i studioinspelningen valde han att framföra den i ett högre och mer dynamiskt tempo och därigenom skapa mer av en rock'n'roll-låt. Den framfördes i en kanonad av ljud som pågick från dess början till dess slut. Elvis började klappa med händerna på kroppen, gitarren och allt omkring sig och fick med sig medlemmarna i The Jordanaires, för att visa D. J. Fontana hur han ville ha trumrytmen.
"Don't Be Cruel": Som nästa låt efter "Hound Dog" spelades "Don't Be Cruel" in. Låten hade skrivits av bluessångaren Otis Blackwell, och Elvis som beundrade Blackwell blev omedelbart förtjust i den. Medan Elvis i grunden hade ändrat "Hound Dog", gjorde han praktiskt taget inga ändringar i förhållande till Blackwells demoinspelning. "Don't Be Cruel" var närmast raka motsatsen till "Hound Dog". Det var en kärlekssång med ett rytmiskt shuffle-beat. D. J. Fontana spelade denna gång inte på sitt trumset utan höll takten med en klubba på en läderklädd gitarr medan också Elvis kunde höras slå på baksidan av sin egen gitarr för att skapa det tempo som han ansåg att låten skulle ha. Framförandet var till synes lätt och ledigt och låten liknade inget som hade hörts förut.
"Any Way You Want Me": Den tredje och sista låten som spelades in under denna session i New York den 2 juli var "Any Way You Want Me (That's How I Will Be)". Det var en ballad skriven av Aaron Schroeder i samarbete med Clyde Otis (under pseudonymen Cliff Owens) och Schroeder hade skrivit låten med Elvis i åtanke. Elvis var entusiastisk över balladen som Sholes hade spelat för honom dagen innan. Det var en ballad som sångmässigt var mer utmanande än någon annan som han hade spelat in ditintills i sin karriär. Elvis tog sig an låten med en röst som i början av verserna låter osäker och sårbar för att sedan stiga med kraft och känsla i slutet.

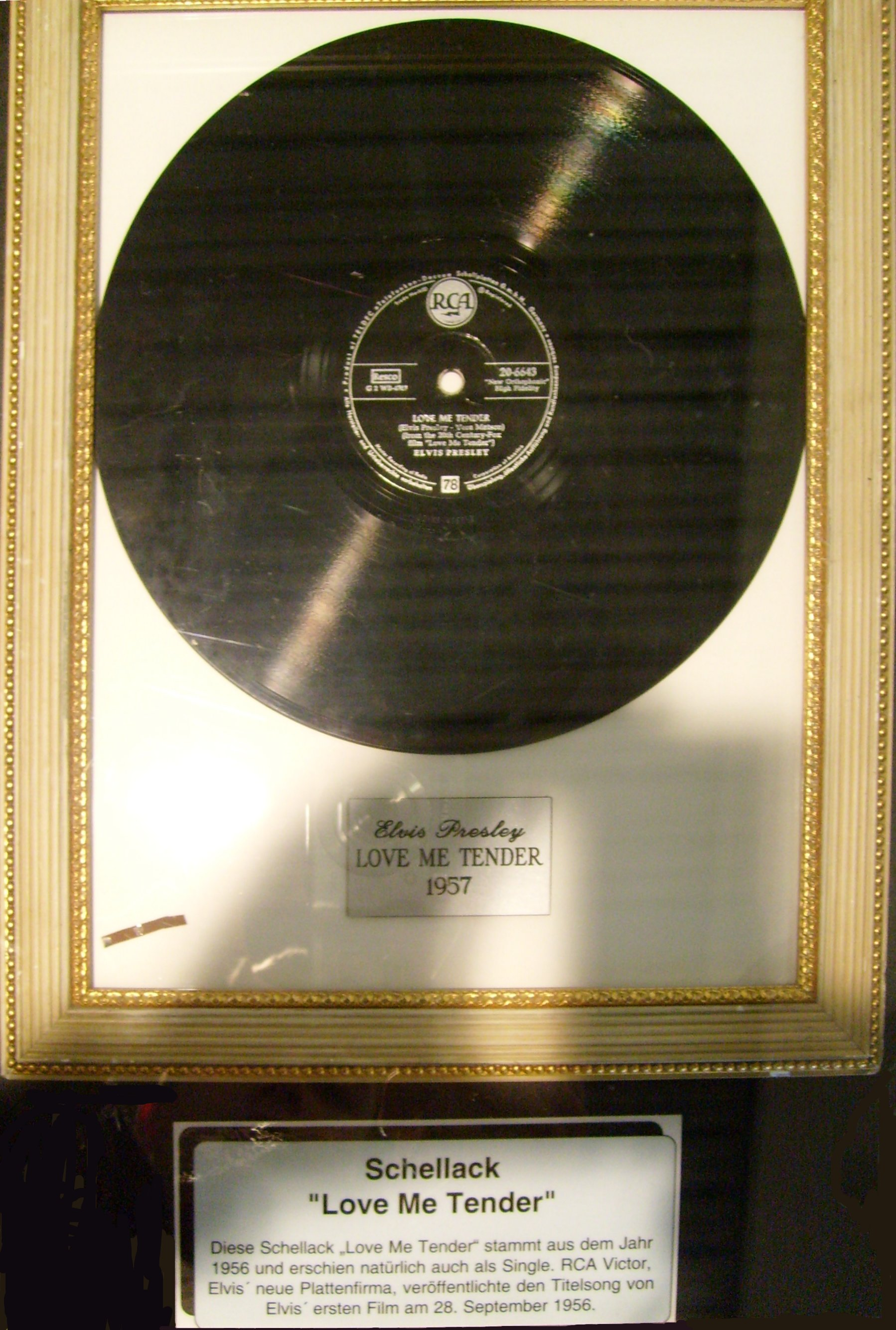
En 78-varvare eller stenkaka med "Love Me Tender".

"Love Me Tender" spelades in till Elvis första film med samma namn, och melodin var den från den amerikanska inbördeskrigssången "Aura Lee". Det var en lågmäld ballad som framfördes med minimalt ackompanjemang, av endast Elvis själv på akustisk gitarr och The Ken Darby Trio på bakgrundssång.
"Love Me": Till den första sessionen på Radio Recorders hade Elvis musikförläggare Freddy Bienstock ansträngt sig för att få fram nytt material från låtskrivarna Jerry Leiber och Mike Stoller, vilkas "Hound Dog" hade varit så framgångsrik för Elvis. Det enda han hade lyckats få tag på var emellertid "Love Me", en två år gammal låt som redan hade givits ut av Willy & Ruth 1954 och som Georgia Gibbs samma år gjort en cover på – dock utan att någon av dem nått framgång på listorna. Leiber och Stoller hävdade att de hade skrivit "Love Me" nästan som en parodi på countrymusik – en genre som de inte var speciellt intresserade av. Elvis tog sig dock an balladen fullt seriöst, och efter nio tagningar hade man en master. Elvis drog ned tempot i låten och minskade arrangemanget till bara det absolut nödvändigaste. Därigenom förvandlade han den till en smärtfylld vädjan från en ung människa om att få sin kärlek besvarad. Mike Stoller betraktade inspelningen som "genuint rörande".
"Too Much" spelades in nästkommande dag, den 2 september. Det var en låt skriven av Bill Beasley och först inspelad av Bernard Hardison 1955, utan att nå någon framgång på hitlistorna. Sångmässigt var Elvis framförande av låten ganska likt Bernard Hardisons originalversion. Det var en rivig och tuff rocklåt med ett drivande beat. Som i många rock'n'roll-låtar från denna tid var ackordföljden en bluestolva, men låten saknar egentlig struktur och har varken stick eller refräng och upprepar sig därför om och om igen. Enligt Billboard var "Too Much" med sin häftiga, svängiga rytm stilmässigt likt vissa av Elvis tidiga rockabilly-hitlåtar. Den utmärkte sig genom Scotty Moores gitarrspel. Elvis drev på honom att skapa ett gitarrsolo som tänjde på gränserna för hans förmåga med en serie av exakta gitarrlick. Scotty Moore har själv kallat sitt lätt improviserade solo för "uråldrig psykedelisk rock". Till följd av svårigheten att få till en felfri tagning både vad gällde sång och gitarr samtidigt, blev man för att skapa mastern tvungen att skarva ihop tagningarna 12 och 2.

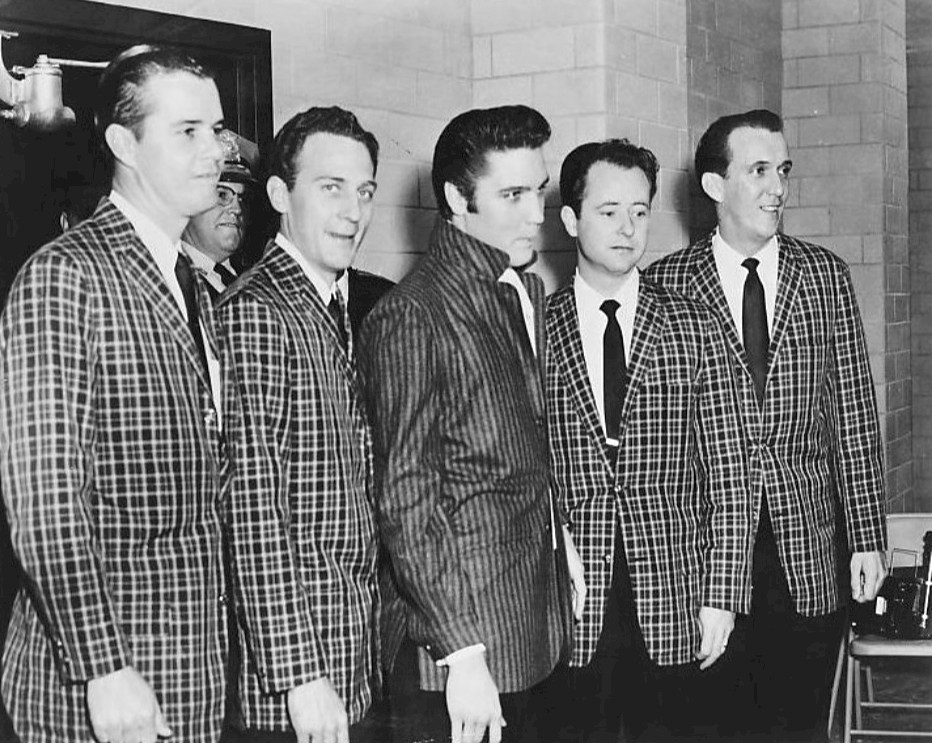
Elvis Presley och sånggruppen The Jordanaires (1957). Från vänster: Neal Matthews, Hoyt Hawkins, Elvis Presley, Gordon Stoker och Hugh Jarrett.

"All Shook Up": Steve Sholes hade vädjat till Tom Parker om att låta Elvis göra ytterligare studioinspelningar, något Parker till slut motvilligt gått med på. Inför filmandet av Loving You, kom därför Elvis i januari 1957 att i Radio Recorders studio 1 spela in låtar såväl till filmen, som till en gospel-ep och till en ny singel. "All Shook Up", som spelades in vid detta tillfälle, hade ett nästan lika naturligt flöde som den förra Otis Blackwell-låten, "Don't Be Cruel". Ljudteknikern Thorne Nogar lät "överdubba" Elvis klappande på baksidan av sin gitarr, på samma sätt som Elvis hade gjort på "Don't Be Cruel". Detta förstärkte den avslappnade känslan i låten samtidigt som det gav den ett drivande beat. Elvis version var mer rockabilly än pop, fylld av energi, men ändå kontrollerad. Elvis kom att insistera på att den skulle bli hans nästa singel. På "All Shook Up" var det troligen inte Gordon Stoker utan hans kollega i The Jordanaires, Hoyt Hawkins, som spelade piano, eftersom Stoker på den låten sjöng duett med Elvis och de vid inspelningen befann sig på var sin sida av mikrofonen och inte samtidigt kan ha spelat piano.
"That's When Your Heartaches Begin" var en gråtmild 1930-talslåt som populariserats 1941 av The Ink Spots. Elvis hade spelat in den första gången för eget bruk på Sun Records redan i juli 1953, innan han inledde sin karriär. Dagen efter att han hade spelat in "All Shook Up" tog han sig an den på nytt och denna gång uppbackad av musikerna i studion. Låten innehåller ett talat parti, och Elvis lät arrangera den så att den framstår som mer dramatisk. Jämfört med sin version från 1953, sjunger Elvis också betydligt bättre, men hans version var ändå rätt lik Ink Spots version.

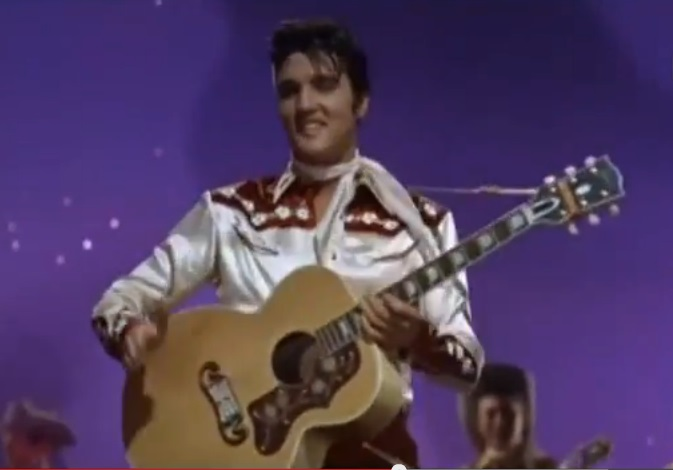
Elvis Presley vid framförandet av "(Let Me Be) Your Teddy Bear" i filmen Loving You.

"(Let Me Be Your) Teddy Bear" spelades in i Paramounts "Sound Stage" till filmen Loving You. Det var en rock'n'roll-låt av det mer lättsamma slaget. Elvis och bandet hade rolig med den och inspelningen gick lätt.
"Loving You": Om "Teddy Bear" hade varit lätt att spela in, blev inspelningen av Leiber och Stollers titellåt "Loving You" mer komplicerad. Olika versioner behövde spelas in till filmen, och för att få en mer kommersiell version för singelutgivningen spelades låten in ännu en gång, då i Radio Recorders studio 1. Elvis framförde denna ballad på ett innerligt och stillsamt sätt.

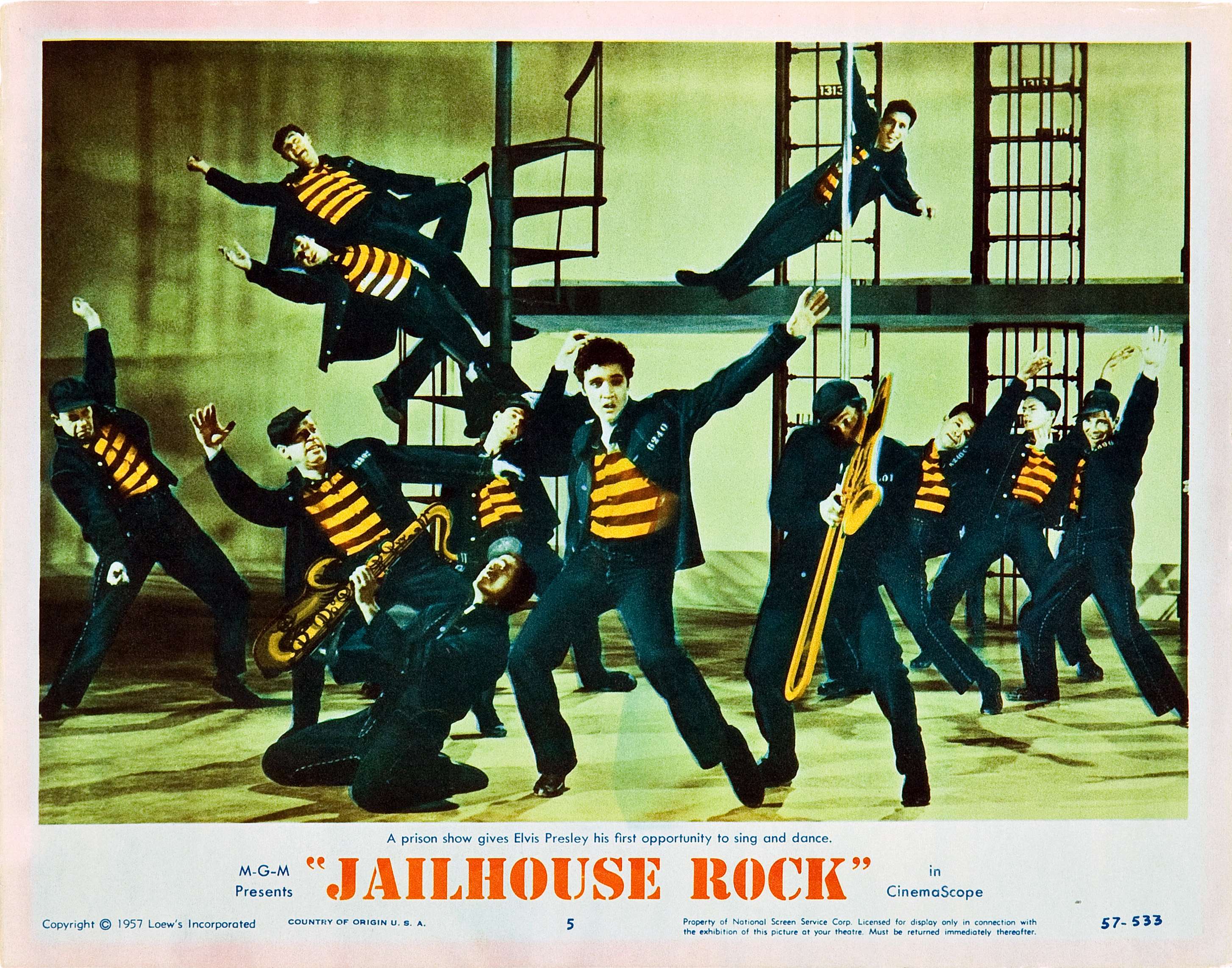
Elvis Presley vid framförandet av "Jailhouse rock" i filmen Jailhouse Rock.

"Jailhouse Rock": Soundtracket till filmen Jailhouse Rock spelades mestadels in i Radio Recorders lokaler i Hollywood månadsskiftet april–maj 1957. Elvis hade bett att också Jerry Leiber och Mike Stoller skulle närvara. De hade skrivit fyra av de låtar som var tänkta att ingå i filmen, däribland "Jailhouse Rock" och "Treat Me Nice". Och de kom de facto att verka som producenter utan att få något erkännande, då Steve Sholes bad dem att ta över eftersom de "visste mer om [Elvis] rock'n'roll-grejer än vad" han gjorde. "Jailhouse Rock" var en rocklåt full av energi, och Elvis sjöng den med en raspig röst i sitt högsta röstläge. Det blev en av hans mest berömda inspelningar, och genom produktionsnumret i filmen med den koreograferade dansscenen, gav det honom ett av de största ögonblicken i filmkarriären. Författaren Ace Collins har beskrivit låten som "den hårdast drivande låt som de någonsin hade försökt sig på … [med] närapå en heavy metal-känsla."
"Treat Me Nice": Elvis hade inte varit nöjd med den version av "Treat Me Nice" som han hade spelat in till filmen Jailhouse Rock, så han spelade in den på nytt vid samma tillfälle som han spelade in sitt julalbum. Denna version fungerade bättre än den som spelades in i maj. Den framfördes på ett sätt som gjorde att den påminde om "Don't Be Cruel" med en sång som var både avslappnad och uppsluppen.

## Teman och texter

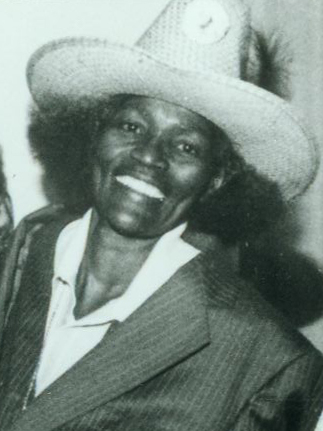
Big Mama Thornton, vars originalinspelning av "Hound Dog" från 1952 var rätt olik Elvis version av låten.

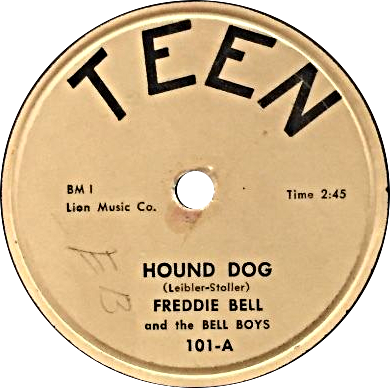
Singelutgåva av Freddie Bell and the Bellboys "Hound Dog".

Textmässigt var "Heartbreak Hotel" en av de mest morbida låtar som Elvis någonsin spelat in. Idén till låten kom från en tidningsartikel i Miami Herald som Tommy Durden visade Mae Boren Axton och där det berättades om en man som hade begått självmord på ett hotellrum och som man inte kunde identifiera. Han hade efterlämnat en lapp med den enda meningen: "I walk a lonely street" ("jag går längs en öde gata"). Durden utgick från självmordsbrevet och Axton kom på namnet på hotellet, Heartbreak (Hjärtesorg). Vid inspelningen ändrade Elvis textraden "så ensamma att de ber om att få dö" till endast "så ensamma att de kan dö". "I Want You, I Need You, I Love You" var en typisk kärlekssång med en text om en pojke som möter en flicka och faller för hennes skönhet.
Jerry Leiber och Mike Stoller hade år 1952 blivit ombedda att skriva en låt till bluessångerskan Big Mama Thornton. Efter att ha hört henne live, bestämde de sig för att skriva en låt som förlöjligade lata män, och "a dog", en hund, i titeln kom från en vid tiden vanlig benämning på en värdelös person. För att betona hur initiativlös sångerskans man var, lät de honom bli en skabbig "Hound Dog", en jakthund som var så värdelös att den bara drällde vid hennes dörr, tiggde, åt och sov, och som hon sparkade ut. Freddie Bell and the Bellboys skämtsamma version hade en ändrad text med ett förskjutet könsperspektiv som gjorde det mindre uppenbart att texten handlade om en arg kvinna. Det var Freddie Bell som hade infogat raden "du har aldrig fångat en enda kanin och du är inte min vän", trots att jakthundar är tänkta att bara driva fram och inte fånga bytesdjuren. Och Elvis framförde låten med Freddie Bells text. 
Texten till "Don't Be Cruel" handlade om trohet där sångaren vädjade till sin älskade om att komma tillbaka och älska honom. Clyde Otis berättade att Elvis sångstil och känsla hade gjort intryck på både honom och Aaron Shroeder, och att de därför gav sig i kast med att skriva en kraftfull ballad med stort tonomfång åt honom. Aaron Shroeder hade redan uppslaget till titeln, Any Way You Want Me, That's How I Will Be, och de bidrog båda till musiken och texten. Clyde Otis menar att lidelsen i Elvis röst lyckades fånga den känsla som de ville förmedla.

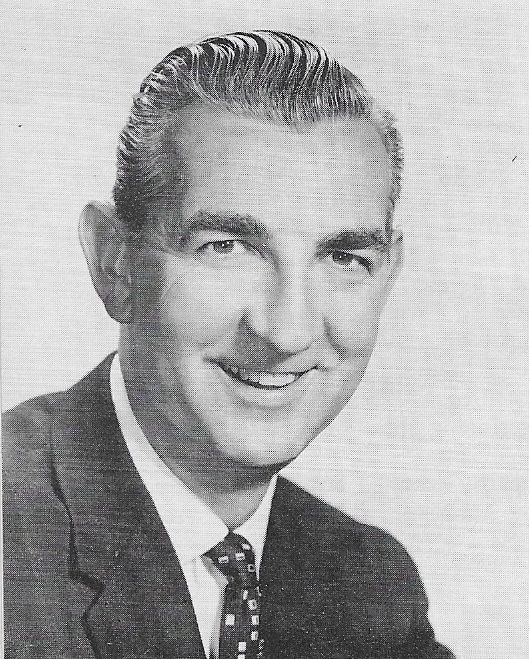
Ken Darby, som var den som egentligen skrev texten till "Love Me Tender".

Ken Darby skrev texten till "Love Me Tender", men i stället kom Darbys hustru Vera Matson att tillsammans med Elvis (i marknadsföringssyfte) anges som låtens upphovspersoner. Elvis ogillade att tillerkännas något som han inte gjort sig förtjänt av, och kom inom det närmaste året att sätta stopp för den praxisen. Texten, som var anpassad till filmen, var rak och enkel. Texten till "Too Much" var direkt, utan att lämna några egentliga tvivel om vad som ägde rum. Det var inte en låt som handlade om ömsesidig kärlek, utan om en älskare som utnyttjades och sedan dumpades. I Elvis framförande kom Hugh Jarretts basstämma att upprepa ett "uh-oh" efter var och en av låtens anklagelser om misshandel. Sådana små förändringar i framförandet fick låten att framstå som mindre sexuellt laddad och mer oskyldig och lekfull.
Otis Blackwell skrev både "Don't Be Cruel" och "All Shook Up". All shook up (helt omskakad eller uppskakad) var ett vid tiden vanligt (och blev efter "All Shook Up" ett än vanligare") uttryck bland ungdomar. Texten beskrev känslan hos kärlekskranka tonåringar. Blackwell berättade senare att han hade fått idén till låten från en person (olika personer angivna i olika källor) som hade kommit till honom med en omskakad flaska Pepsi och utmanat honom att skriva en låt om något som var "all shook up". Den förste att spela in låten var David Hess under namnet David Hill. Hans version utkom direkt efter nyåret 1957, ungefär samtidigt som Elvis spelade in sin version. David Hill sjöng "queer as a bug" ("konstig som en insekt") medan Elvis, som kopierade Blackwells demoinspelning, sjöng "wild as a bug", alltså vild eller galen som en insekt. Kal Mann hade träffat Elvis tidigt i dennes karriär och då fått veta att Elvis gillade teddybjörnar. Med inspiration från detta hade han tillsammans med Bernie Lowe valt att skriva en låt åt Elvis om en ung kille som ville bli sin flickväns teddybjörn, "Teddy Bear".
Texten till "Jailhouse Rock" var vågad för att vara 1957 med homoerotiska undertoner. Bland annat kallar fånge nummer 47 fånge nummer 3 för den "sötaste kåkfararen" som han någonsin sett. Författaren Paul Simpson menade att låten "i bästa fall [är] satirisk och i värsta fall subversiv". Leiber och Stoller hade försett den med många ordlekar men också infogat ett antal verkliga personer eller företeelser i den. Shifty Henry avsåg en jazzmusiker från Los Angeles vid namn John Willie "Shifty" Henry, Sad Sack var namnet på en seriefigur (på svenska Basse) och The Purple Gang var en maffiafamilj från Detroit. Bugsy avsåg troligen maffiabrottslingen Benjamin "Bugsy" Siegel.

## Utgivning och marknadsföring

### De olika listorna

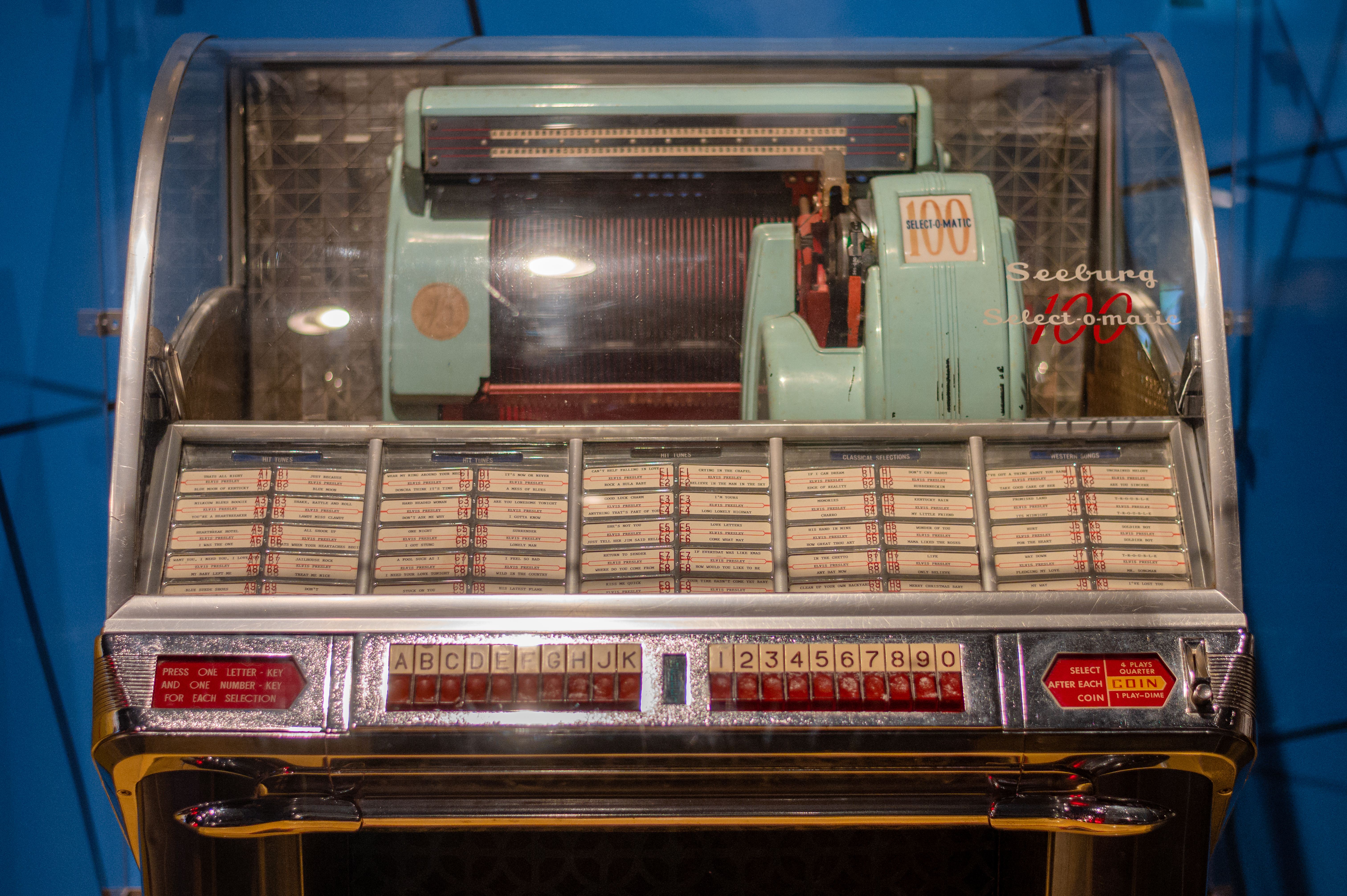
En jukebox på Rock and Roll Hall of Fame laddad med Elvis-singlar, däribland "Heartbreak Hotel"/"I Was the One", "I Want You, I Need You, I Love You"/"My Baby Left Me", "All Shook Up"/"That's When Your Heartaches Begin" och "Jailhouse Rock"/"Treat Me Nice".

Billboard Hot 100-listan över de populäraste låtarna i USA existerade inte när Elvis' Golden Records utkom och följaktligen heller inte när låtarna på skivan ursprungligen utkom på singel. Listpositionerna vid denna tid mättes därför på andra sätt. På 1940- och 1950-talen fanns tre veckolistor som användes för att beräkna listplaceringar. Det var "Bästsäljare i butiker" ("Best Sellers in Stores"), "Mest spelade av diskjockeyer" ("Most Played by Jockeys") och "Mest spelade på jukeboxar" ("Most Played in Jukeboxes"). Och i november 1955 tillkom en fjärde kategori genom listan "Top 100". I juni 1957 upphörde diskjockeylistan och i juli 1958 jukeboxlistan. Den 4 augusti 1958 ersattes sedan "Top 100"-listan med den mer utförliga "Hot 100"-listan som snabbt utvecklades till branschstandard och som finns än i dag, om än i annan form. Den 13 oktober 1958 togs slutligen listan över försäljningen i butikerna bort och kvar blev endast "Hot 100"-listan. Men Elvis singlar hade utkommit långt före Billboard Hot 100-listans tillkomst, i perioden januari 1956 till september 1957, och albumet Elvis' Golden Records i mars 1958. Medan de olika listorna existerade samtidigt, kom ibland olika låtar att toppa dessa listor och ibland kunde samma låt (exempelvis "Heartbreak Hotel") toppa alla listorna.
Vissa anser att endast Top 100-listan bör räknas eftersom det var den som ersattes av Hot 100-listan, om än i en annan form. Andra, som musikhistorikern Joel Whitburn som har skrivit flera tiotals böcker baserade på Billboards egna listor, anser att placeringen på alla listor bör tas i beaktande. Ytterligare andra, som exempelvis författaren och journalisten Fred Bronson, anser i sin bok om Billboards listettor att även om Top 100-listan tillkom år 1955 var likväl placeringen på bästsäljarlistan – den lista som baserades på butikernas inrapportering av sin faktiska försäljning – det verkliga måttet på en skivas framgång och den lista som borde gälla fram tills att Hot 100-listan skapades 1958.

### Singelplaceringarna
Elvis' Golden Records innehåller fjorton av Elvis Presleys största hitlåtar. Tretton av dessa hade givits ut på singel och nio som A-sidor (under förutsättning att singeln "Don't Be Cruel" och "Hound Dog" räknas som dubbel A-sida). Fyra var B-sidor medan "Love Me" tidigare utkommit på endast lp och ep. De sex A-sidorna, "Heartbreak Hotel", "Don't Be Cruel", "Love Me Tender", "All Shook Up", "Teddy Bear" och "Jailhouse Rock" hade alla nått förstaplatsen på såväl "Top 100"-listan som bästsäljarlistan (och flera också på andra listor). Även "Hound Dog", "Too Much" och "I Want You, I Need You, I Love You" nådde förstaplatsen på bästsäljarlistan och de två första också på jukeboxlistan, men inte på Top 100-listan, där de nådde 2:a, 2:a, respektive 3:e plats. Beroende på vilka listor man ger företräde, hade därför minst sex (Top 100) och maximalt nio (bästsäljare) av dessa låtar nått förstaplatsen på topplistorna i USA.
De fyra singel-B-sidorna hade tillsammans med "Love Me", oberoende av A-sidorna också hamnat på listorna. Av de fyra hade "Loving You", "Treat Me Nice" och "Any Way You Want Me" alla nått topp 30, medan "That's When Your Heartaches Begin" nådde plats 58 på Top 100-listan. "Love Me" hade givits ut på Elvis andra LP, betitlad enbart Elvis, och samtidigt också på ep-skivan Elvis Volume 1. Även om den var en utökad singel med fyra låtar nådde den 6:e plats på singellistan.

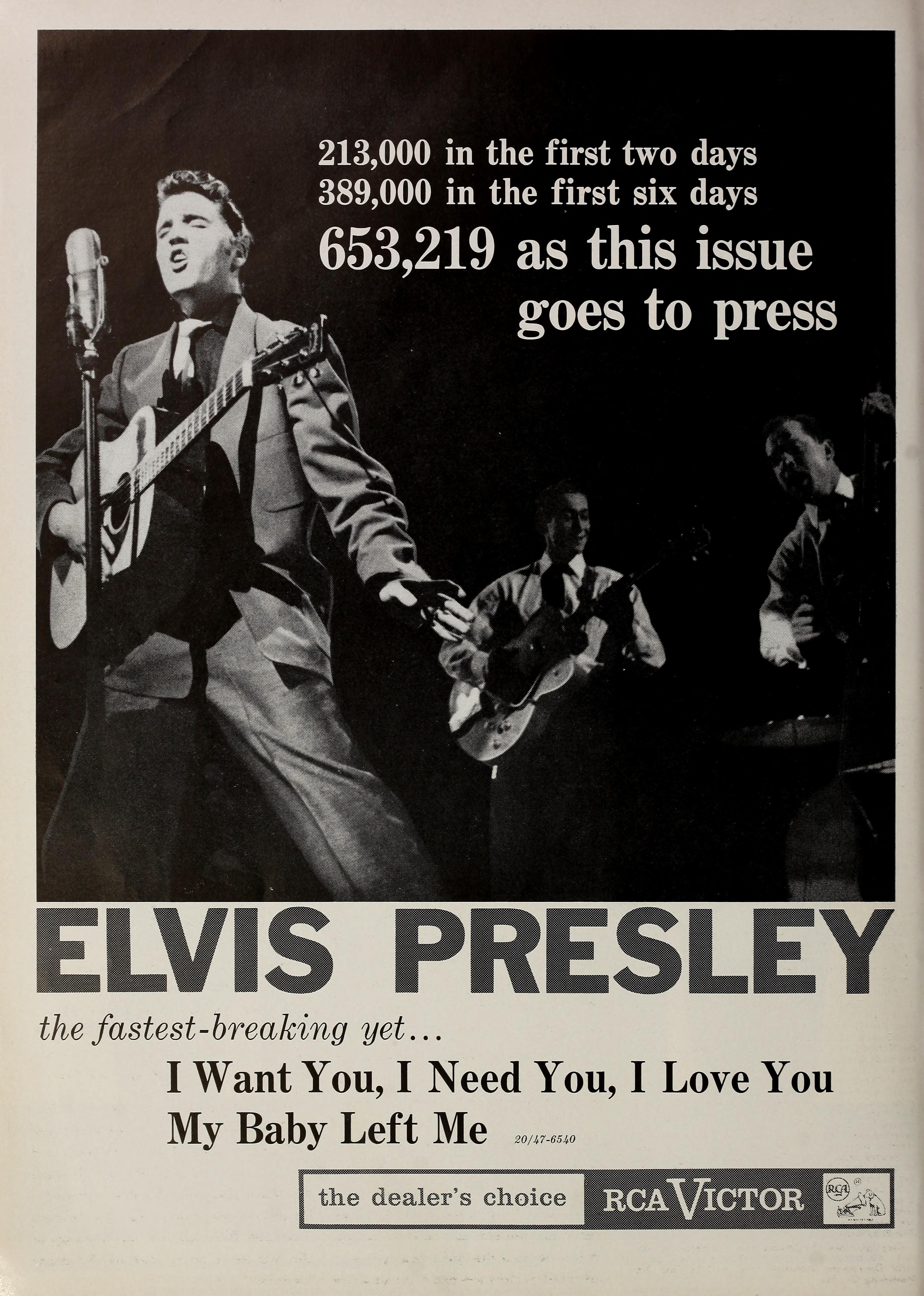
Reklamaffisch från Cashbox 1956 för singeln "I Want You, I Need You, I Love You" och "My Baby Left Me".

"Heartbreak Hotel" gavs ut på singel med "l Was the One" som B-sida den 27 januari 1956, 17 dagar efter att den spelades in. A-sidan "Heartbreak Hotel" debuterade på plats 68 på singellistan i USA den 3 mars. Sju veckor senare nådde låten förstaplatsen, och den toppade bästsäljarlistan i åtta veckor och Top 100-listan i sju. "Heartbreak Hotel" kom att toppa countrylistan i 17 veckor och på rhythm and blues-listan nådde den plats 3. Den utsågs till årets singel 1956 i USA. B-sidan "l Was the One" nådde plats 19. I Storbritannien placerade sig "Heartbreak Hotel" som bäst under två på varandra följande veckor på 2:a plats på singellistan UK Singles Chart med totalt 22 veckor på listan.
Singeln "I Want You, I Need You, I Love You" med "My Baby Left Me" som B-sida utkom den 4 maj 1956. B-sidan "My Baby Left Me" nådde plats 31 på "Top 100"-listan medan "I Want You, I Need You, I Love You" nådde plats 3 på "Top 100"-listan och toppade bästsäljarlistan under en vecka. "I Want You, I Need You, I Love You" kom också att toppa countrylistan under två veckor och nådde 3:e plats på R&B-listan. I Storbritannien kom "I Want You, I Need You, I Love You" att under två på varandra följande veckor placera sig på 14:e plats och den låg totalt 11 veckor på listan.
"Don't Be Cruel" och "Hound Dog" gavs ut som dubbel A-sida på singel den 13 juli 1956. "Don't Be Cruel" nådde förstaplatsen på alla fyra listorna och toppade Top 100-listan i 7 veckor. "Hound Dog" nådde 2:a plats (under 2 veckor) på Top 100-listan och förstaplatsen på jukeboxlistan, och den dubbla A-sidesingeln placerade sig på förstaplatsen på bästsäljarlistan i 11 veckor och stannade på listorna i 28 veckor. Båda sidorna av singeln placerade sig under 10 veckors tid på förstaplatsen på countrylistan och under 6 veckors tid på förstaplatsen på R&B-listan. I Storbritannien tillbringade singeln tre på varandra följande veckor på 2:a plats och låg totalt 23 veckor på listan, med New Musical Express som listade endast "Hound Dog" medan Melody Maker listade båda sidorna som A-sidor.
"Love Me Tender" gavs ut på singel tillsammans med "Any Way You Want Me" den 28 september 1956. "Love Me Tender" nådde förstaplatsen på alla fyra listorna och toppade Top 100-listan i fyra veckor och bästsäljarlistan i fem. B-sidan "Any Way You Want Me" placerade sig som bäst på plats 27 på Top 100-listan. På countrylistan listades singeln som en dubbel A-sida och nådde plats 3, medan "Love Me Tender" nådde samma placering på R&B-listan. I Storbritannien nådde "Love Me Tender" under två på varandra följande veckor 11:e plats med totalt 9 veckor på listan. Och i Australien nådde Elvis för första gången en topp 10-placering när skivan hamnade på 6:e plats.
EP-skivan Elvis Volume 1, med "Love Me" som huvudlåt, utkom den 19 oktober 1956. Trots att det var en ep, en utökad skiva, tog "Love Me" sig in på singellistorna – på 6:e plats på Top 100-listan, 7:e plats på bästsäljarlistan och 2:a plats på diskjockeylistan, samtidigt som "Love Me Tender" efterträdde "Don't Be Cruel" på förstaplatsen.
Beroende på vilka listor man ger företräde, innehade Elvis under år 1956 förstaplatsen i 25 veckor (på bästsäljarlistan) eller i 18 veckor (på Top 100-listan).
"Too Much" gavs ut på singel med "Playing for Keeps" som B-sida den 4 januari 1957. B-sidan "Playing for Keeps" nådde plats 34 på Top 100-listan och plats 21 på diskjockeylistan, medan "Too Much" nådde 2:a plats på Top 100-listan och diskjockeylistan, men toppade under tre veckor bästsäljarlistan och nådde förstaplatsen även på jukeboxlistan. "Too Much" nådde 3:e plats på både R&B-listan och countrylistan. I Storbritannien nådde "Too Much" 6:e plats och låg totalt 9 veckor på listan.
"All Shook Up" utkom på singel tillsammans med "That's When Your Heartaches Begin" den 22 mars 1957. "All Shook Up" låg under två månaders tid på förstaplatsen på alla fyra listorna i USA. Den 6 april kom "All Shook Up" in på listorna och en vecka senare, den 13 april, nådde den förstaplatsen.. Den kom att toppa såväl bästsäljarlistan som Top 100-listan i 8 veckor. På Top 100-listan stannade den i 30 veckor och den utsågs till årets singel 1957. Likaså nådde den förstaplatsen på countrylistan och R&B-listan, och den stannade på förstaplatsen under fyra veckor på den senare listan. "That's When Your Heartaches Begin" placerade sig som bäst på 58:e plats på Top 100-listan. "All Shook Up" nådde förstaplatsen även i Storbritannien och blev därmed Elvis första listetta där. Den tillbringade sju på varandra följande veckor i topp under de totalt 21 veckor som den låg på listan

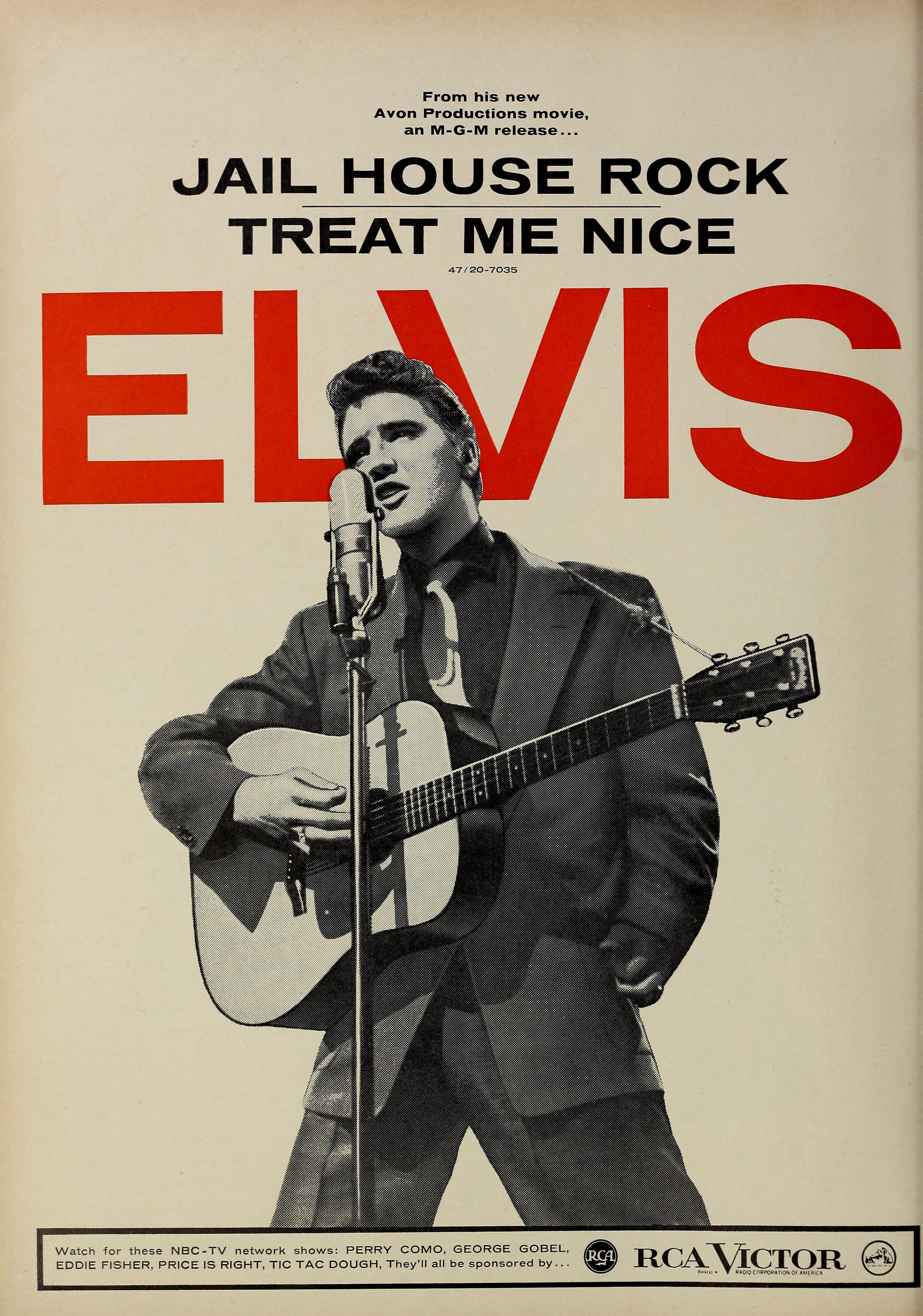
Reklamaffisch från Cashbox 1957 för singeln "Jailhouse Rock" och "Treat Me Nice".

"(Let Me Be Your) Teddy Bear" gavs ut på singel tillsammans med "Loving You" den 11 juni 1957. B-sidan "Loving You" placerade sig som bäst på 28:e plats på Top 100-listan och på 20:e plats på diskjockeylistan i USA. "Teddy Bear" gick in på listorna den 24 juni 1957 och nådde förstaplatsen den 8 juli 1957 på alla de tre vid tiden kvarvarande listorna. Den toppade såväl Top 100- som bästsäljarlistan i 7 veckor. Den kom vidare att toppa både countrylistan och R&B-listan, den senare tillsammans med "Loving You". I Storbritannien kom "Teddy Bear" som bäst att under två icke sammanhängande veckor placera sig på 3:e plats med totalt 19 veckor på listan.
"Jailhouse Rock" gavs ut på singel tillsammans med "Treat Me Nice" den 24 september 1957, och båda låtarna kom med på Elvis' Golden Records. "Jailhouse Rock" kom in på listorna den 14 oktober 1957 och en vecka senare, den 21 oktober, nådde låten förstaplatsen. Den kom att toppa alla de tre kvarvarande listorna, under 7 raka veckor på bästsäljarlistan och 6 på Top 100-listan under de 27 veckor den låg på listorna. "Jailhouse Rock" tillbringade en vecka på förstaplatsen på countrylistan och placerade sig på förstaplatsen också på R&B-listan i fem veckor. "Treat Me Nice", som Elvis hade trott mer på, nådde dock bara plats 27 på Top-100-listan och plats 18 på diskjockeylistan. "Jailhouse Rock" blev den första singeln i Storbritannien att direkt gå in på förstaplatsen. Den kom att stanna på förstaplatsen under tre på varandra följande veckor och vid nyutgåvan år 2005 nådde den förstaplatsen ännu en gång. Totalt tillbringade den 20 veckor på listan.
Under år 1957 innehade Elvis förstaplatsen på den amerikanska bästsäljarlistan under 25 av årets 52 veckor, och på Top 100-listan under 21 veckor.

### Albumets placeringar
Elvis' Golden Records är ett av Elvis Presleys mest framgångsrika album och har varit kontinuerligt tillgängligt sedan det ursprungliga albumet utkom 1958 och nådde tredjeplatsen på den amerikanska albumlistan. Albumet kom in på plats 9 på albumlistan Billboard Top LP's i USA den 21 april 1958. Efter 2 veckor på listan, den 28 april 1958, nådde albumet 3:e plats, vilket blev dess högsta position under två veckors tid. Vid Elvis Presleys död den 16 augusti 1977 kom försäljningen av hans skivor att kraftigt öka. I samband med detta gick hans Golden Records åter in på listorna. På Billboard 200-listan kom albumet under slutet av 1977 att nå en 63:e plats och tillbringa ytterligare 24 veckor på listan, vilket innebar att det totalt låg 74 veckor på listan.
På Cash Box noterades albumet första gången den 19 april 1958 på plats 10 på tidningens bästsäljarlista, som vid tiden listade 25 album. Efter sex veckor på listan, den 24 maj 1958, nådde albumet plats 4 där det stannade i två veckor. Det blev albumets högsta position under de 22 veckor det då låg på listan. Också på Cashbox lista kom albumet in igen 1977 och låg där ytterligare 22 veckor med en 86:e plats som bästa notering. På UK Albums Chart i Storbritannien nådde albumet plats 2 och tillbringade totalt 60 veckor där med 38 veckor under 1958 och 1959, 8 veckor 1960, ytterligare ett par ströveckor på 1960-talet, 7 veckor under 1970–1971 och slutligen 5 veckor 1977 efter Elvis död.

### Senare utgåvor av albumet
På den brittiska utgåvan av albumet var fyra av hit-låtarna utbytta mot fyra låtar inspelade på Sun Records 1954 och 1955 – låtar som inte hade uppnått guldstatus. RCA återutgav originalalbumet med 14 låtar på cd första gången januari 1984. Denna utgåva, i omarbetat (simulerat) stereoljud, drogs snabbt tillbaka och albumet återutgavs i original i mono i november samma år. År 1997 utkom albumet på nytt på cd remastrat. RCA hade då lagt till sex bonusspår. Och i juni 2015 utgavs albumet på två cd:ar på Follow That Dream-etiketten. Det innehöll originalalbumets 14 låtar, därutöver ett antal bonuslåtar och många alternativa inspelningar.

## Mottagande
I Billboard Magazine skrev man att albumet med Elvis Presleys alla miljonsäljare samlade var det självklara valet. De menade att det var ett starkt album där de detaljerade kommentarerna på skivomslagets baksida och bilden av Elvis på framsidan gjorde albumet än mer tilltalande. I Cashbox Magazine ansåg man att Elvis Presleys guldskivor samlade i en utgåva utgjorde en enormt stark LP. De menade att eftersom Elvis skulle komma att vara borta framöver till följd av att nyligen ha blivit inkallad, skulle tonåringarna verkligen vilja ha skivan och de antog att det kunde bli det album som sålde bäst av hans hittills utgivna. I en recension för AllMusic kommenterade den amerikanske musikkritikern Bruce Eder albumet sålunda:
| ” | Detta var rock'n'rollens första greatest-hits-album och det satte standarden för alla andra som skulle följa. [...] Var och en av de 14 låtarna hade förlänats en guldskiva för en miljon sålda exemplar – ett rekord som vid den tiden var oöverträffat av någon annan inom rock'n'rollen. [...] Elvis' Golden Records ger en liten inblick i varifrån Elvis hade kommit och vart han (på gott och ont) var på väg musikaliskt när han stod på tröskeln till att påbörja sin militärtjänstgöring. | „ |

I The New Rolling Stone Record Guide framhöll musikkritikern Dave Marsh den höga kvaliteten på samtliga skivor i Golden Records-serien, vilka innehåller alla såväl stora som små hit-låtar. Rockkritikern David McGee skriver i The New Rolling Stone Album Guide år 2004 att hela Elvis' Golden Records-serien är underbar.

## Försäljning

### RIAA
På 1950-talet räknades försäljningssiffrorna på ett annat sätt än senare. En singelskiva ansågs ha sålt guld om den hade sålt i en miljon exemplar. Album – som vid tiden utgjorde en mindre marknad – måste för att certifieras guld ha uppnått en försäljning på en miljon dollar, baserat på 50 procent av listpriset. Beroende på albumets listpris kom det att krävas en försäljning på ungefär 400 000 exemplar. År 1975 ändrades albumkriterierna så att det för guldcertifiering krävdes en försäljning av 500 000 exemplar. Därefter tillkom platina- och multiplatinacertifieringar för en försäljning av en miljon respektive flera miljoner. År 1989 sänktes kravet på guldcertifiering för singelskivor till 500 000 exemplar, till följd av nedgången i försäljningen av dessa. Recording Industry Association of America (RIAA) certifierar en skiva när den passerar en viss uppnådd gräns. Har en skiva sålt över en miljon certifieras den för en miljon, och först om eller när den passerat två miljoner sålda exemplar certifieras den för en ny nivå. En skiva certifierad för en miljon kan ha sålt i allt över en miljon men under två miljoner exemplar.

### Singelförsäljningen

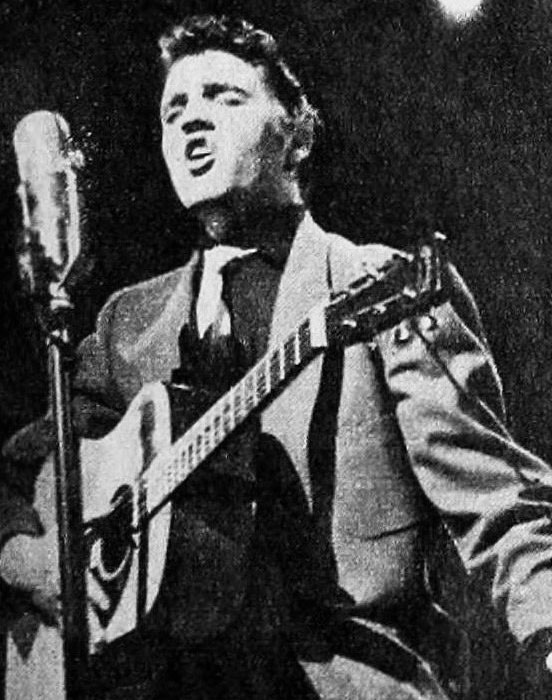
Elvis Presley (1956).

Det kan vara svårt att fastställa de exakta försäljningssiffrorna från denna tid. Vid en presskonferens i Brooklyn i New York den 22 september 1958 fick Elvis frågan av en reporter om hur många guldskivor han hade. På detta svarade han 25: "Jag har 25 miljonsäljare och två album som har sålt en miljon vardera." Varje låt på albumet hade tilldelats en guldskiva för en försäljning av en miljon exemplar.
Singeln "Heartbreak Hotel" och "l Was the One" som utkommit i slutet av januari 1956 hade i april sålt i en miljon exemplar. "Heartbreak Hotel" kom 1999 att certifieras av RIAA för en försäljning av 2 miljoner i USA. Förhandsbeställningen av nästa singel med "I Want You, I Need You, I Love You" och "My Baby Left Me" var på över 300 000 exemplar, den största i skivbolaget RCA:s historia, och singeln sålde i 1,3 miljoner exemplar. Den kom 1992 att i efterhand registreras av RIAA för en försäljning av 1 miljon. Singeln med "Hound Dog" och "Don't Be Cruel" hade sålts i en miljon exemplar innan "Hound Dog" som första låt kom in på plats 24 på listorna. I mitten av september hade singeln sålt över 2 miljoner, och i slutet av 1956 närmade sig försäljningen 4 miljoner. RIAA registrerade den 1999 för en försäljning av 4 miljoner i USA, och försäljningen i hela världen har rapporterats till över 13 miljoner.
Elvis framförande av "Love Me Tender" på tv på den första Ed Sullivan-showen den 9 september 1956 strax innan singeln "Love Me Tender" och "Any Way You Want Me" skulle ges ut, fick till följd att över en miljon exemplar av singeln förhandsbeställdes, vilket var ytterligare ett rekord för RCA. Före julen 1956 hade skivan sålt i fler än 2,5 miljoner exemplar, och den kom år 1999 att certifieras av RIAA för en försäljning av 3 miljoner exemplar. Ep:n Elvis Volume 1 med huvudlåten "Love Me" hade vid jultid 1956 sålt en miljon kopior, och den kom 1992 att registreras av RIAA för en försäljning av 2 miljoner i USA.

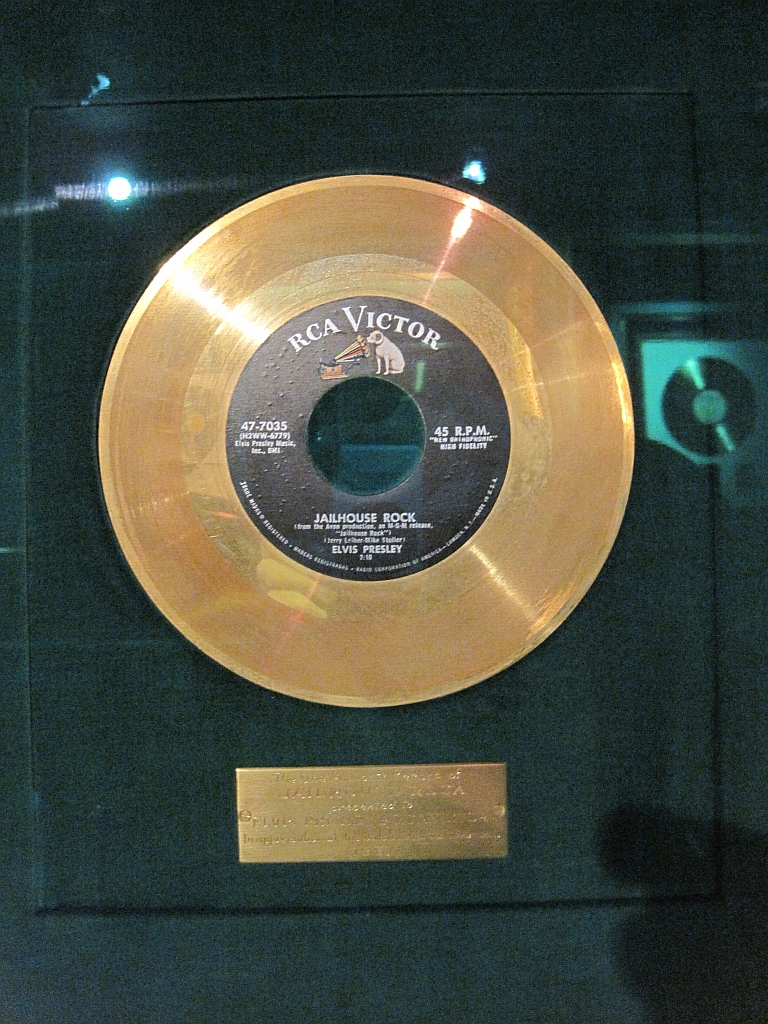
Guldskiva för "Jailhouse Rock" och "Treat Me Nice" – en singel som sålde i över två miljoner exemplar i USA.

RCA var vid tiden ett av USA:s största skivbolag. Ändå uppgick försäljningen av Elvis Presleys produkter i maj månad till hälften av skivbolagets totala försäljning av popmusik. Under 1956 hade de fyra ovan nämnda singlarna tillsammans sålt i fler än åtta miljoner exemplar i USA. Till försäljningen av dessa fyra kunde läggas ytterligare två till tre miljoner sålda exemplar av de fem återutgivna Sun-singlarna och det massläpp på sju ytterligare singlar (däribland hela Elvis första album) som gjordes i augusti. I slutet av oktober 1956 hade Elvis sålt över 10 miljoner singelskivor i USA, vilket utgjorde cirka två tredjedelar av RCA:s totala singelförsäljning det året. Också nio ep-skivor hade släppts där Elvis Volume 1 ensam sålt i över än en miljon exemplar. De två släppta LP-skivorna hade båda nått förstaplatsen på albumlistan. Och dessutom växte världsmarknaden snabbt.
Förbeställningarna av singeln "Too Much" och "Playing for Keeps", som utkom i januari 1957, uppgick till närmare en halv miljon. Singeln sålde initialt i nästan två miljoner exemplar utan att senare ha nått upp till dessa två miljoner eftersom den av RIAA har certifierats för en försäljning av endast en miljon. Singeln "All Shook Up" och "That's When Your Heartaches Begin" sålde i omkring 2,5 miljoner exemplar, och har certifierats av RIAA för en försäljning av 2 miljoner. I Storbritannien sålde skivan i över 500 000 exemplar. Singeln "Teddy Bear" och "Loving You" sålde också den över en miljon och kom senare av RIAA att certifierats för en försäljning på 2 miljoner. "Jailhouse Rock" och "Treat Me Nice" sålde över 2 miljoner, vilket RIAA också har certifierat singeln för. I Storbritannien uppgick förhandsbeställningen av singeln till 250 000 exemplar och den sålde totalt i 750 000 där.

### Albumförsäljningen
Elvis' Golden Records certifierades guld 1961, platina 1988, 5 × platina vid massregistreringen 1992 och 6 × platina 1999 av Recording Industry Association of America (RIAA) för en försäljning av sex miljoner exemplar i USA.

## Låtlistor
Elvis' Golden Records

### 1958 originalutgåva
Listplaceringen avser placeringen på Top-100-listan, medan uppgifterna inom parentes (#1) visar att låten har toppat bästsäljarlistan.
| 1. | Hound Dog (Dubbel A-sida på singel med "Don't Be Cruel" – juli 1956.)                                                  | Jerry Leiber, Mike Stoller             | 2 juli 1956 20/47-6604-A #2 (#1)        | 2:15 |
| 2. | Loving You (B-sida på singel med "Teddy Bear" – juni 1957.)                                                            | Jerry Leiber, Mike Stoller             | 24 februari 1957 20/47-7000-B #28       | 2:15 |
| 3. | All Shook Up (A-sida på singel med "That's When Your Heartaches Begin" – mars 1957.)                                   | Otis Blackwell, Elvis Presley          | 12 januari 1957 20/47-6870-A #1         | 1:58 |
| 4. | Heartbreak Hotel (A-sida på singel med "I Was the One" – jan. 1956.)                                                   | Mae Axton, Tommy Durden, Elvis Presley | 10 januari 1956 20/47-6420-A #1         | 2:08 |
| 5. | Jailhouse Rock (A-sida på singel med "Treat Me Nice" – sept. 1957.)                                                    | Jerry Leiber, Mike Stoller             | 30 april 1957 20/47-7035-A #1           | 2:30 |
| 6. | Love Me (ursprungligen utgiven på Elvis (musikalbum) – 19 oktober 1956, och på Elvis Volume 1 (EP) – 19 oktober 1956.) | Jerry Leiber, Mike Stoller             | 1 september 1956 LPM 1382 #1 EPA 992 #6 | 2:43 |
| 7. | Too Much (A-sida på singel med "Playing for Keeps" – jan. 1957.)                                                       | Lee Rosenberg, Bernard Weinman         | 2 september 1956 20/47-6800-A #2 (#1)   | 2:32 |

| 1.           | Don't Be Cruel (Dubbel A-sida på singel med "Hound Dog" – juli 1956.)                            | Otis Blackwell, Elvis Presley           | 2 juli 1956 20/47-6604-A #1        | 2:03  |
| 2.           | That's When Your Heartaches Begin (B-sida på singel med "All Shook Up" – mars 1957.)             | William Raskin, Fred Fisher, Billy Hill | 13 januari 1957 20/47-6870-B #58   | 3:25  |
| 3.           | (Let Me Be Your) Teddy Bear (A-sida på singel med "Loving You" – juni 1957.)                     | Kal Mann, Bernie Lowe                   | 16 januari 1957 20/47-7000-A #1    | 1:53  |
| 4.           | Love Me Tender (A-sida på singel med "Any Way You Want Me" – sept. 1956.)                        | Elvis Presley, Vera Matson              | 24 augusti 1956 20/47-6643-A #1    | 2:45  |
| 5.           | Treat Me Nice (B-sida på singel med "Jailhouse Rock" – sept. 1957.)                              | Jerry Leiber, Mike Stoller              | 5 september 1957 20/47-7035-B #27  | 2:12  |
| 6.           | Any Way You Want Me (That's How I Will Be) (B-sida på singel med "Love Me Tender" – sept. 1956.) | Aaron Schroeder, Cliff Owens            | 2 juli 1956 20/47-6643-B #27       | 2:15  |
| 7.           | I Want You, I Need You, I Love You (A-sida på singel med "My Baby Left Me" – maj 1956.)          | George Mysels, Ira Kosloff              | 14 april 1956 20/47-6540-A #3 (#1) | 2:39  |
| Total längd: | Total längd:                                                                                     | Total längd:                            | Total längd:                       | 33:33 |

### 1958 originalutgåva Storbritannien
| 1. | Hound Dog             | Jerry Leiber, Mike Stoller             | 2 juli 1956      | 2:15 |
| 2. | I Love You Because    | Leon Payne                             | 5 juli 1954      | 2:42 |
| 3. | All Shook Up          | Otis Blackwell, Elvis Presley          | 12 januari 1957  | 1:57 |
| 4. | Heartbreak Hotel      | Mae Axton, Tommy Durden, Elvis Presley | 10 januari 1956  | 2:09 |
| 5. | You're a Heartbreaker | Jack Sallee                            | 2 januari 1954   | 2:12 |
| 6. | Love Me               | Jerry Leiber, Mike Stoller             | 1 september 1956 | 2:43 |
| 7. | Too Much              | Lee Rosenberg, Bernard Weinman         | 2 september 1956 | 2:31 |

| 1.           | Don't Be Cruel                             | Otis Blackwell, Elvis Presley           | 2 juli 1956       | 2:02  |
| 2.           | That's When Your Heartaches Begin          | William Raskin, Fred Fisher, Billy Hill | 13 januari 1957   | 3:21  |
| 3.           | I'll Never Let You Go (Little Darlin')     | Jimmy Wakely                            | 10 september 1954 | 2:24  |
| 4.           | Love Me Tender                             | Elvis Presley, Vera Matson              | 24 augusti 1956   | 2:41  |
| 5.           | I Forgot to Remember to Forget             | Stan Kesler, Charlie Feathers           | 11 juli 1955      | 2:28  |
| 6.           | Any Way You Want Me (That's How I Will Be) | Aaron Schroeder, Cliff Owens            | 2 juli 1956       | 2:14  |
| 7.           | I Want You, I Need You, I Love You         | George Mysels, Ira Kosloff              | 14 april 1956     | 2:40  |
| Total längd: | Total längd:                               | Total längd:                            | Total längd:      | 34:19 |

### 1997 års cd-utgåva
| 1.           | Spåren 1–14 är desamma som på originalalbumet från 1958. |                                                            |                 | 33:07 |
| 15.          | My Baby Left Me                                          | Arthur Crudup                                              | 30 januari 1956 | 2:12  |
| 16.          | I Was the One                                            | Aaron Schroeder, Claude DeMetrius, Hal Blair, Bill Peppers | 11 januari 1956 | 2:34  |
| 17.          | That's All Right                                         | Arthur Crudup                                              | 5 juli 1954     | 1:55  |
| 18.          | Baby, Let's Play House                                   | Arthur Gunter                                              | 5 februari 1955 | 2:16  |
| 19.          | Mystery Train                                            | Junior Parker, Sam Phillips                                | 11 juli 1955    | 2:24  |
| 20.          | Blue Suede Shoes                                         | Carl Perkins                                               | 30 januari 1956 | 1:59  |
| Total längd: | Total längd:                                             | Total längd:                                               | Total längd:    | 46:27 |

### 2015 FTD-utgåva 2 x CD
| 1.           | Hound Dog                                                   | Jerry Leiber, Mike Stoller                                 | 2 juli 1956      | 2:18  |
| 2.           | Loving You                                                  | Jerry Leiber, Mike Stoller                                 | 24 februari 1957 | 2:16  |
| 3.           | All Shook Up                                                | Otis Blackwell, Elvis Presley                              | 12 januari 1957  | 2:00  |
| 4.           | Heartbreak Hotel                                            | Mae Axton, Tommy Durden, Elvis Presley                     | 10 januari 1956  | 2:10  |
| 5.           | Jailhouse Rock                                              | Jerry Leiber, Mike Stoller                                 | 30 april 1957    | 2:29  |
| 6.           | Love Me                                                     | Jerry Leiber, Mike Stoller                                 | 1 september 1956 | 2:46  |
| 7.           | Too Much                                                    | Lee Rosenberg, Bernard Weinman                             | 2 september 1956 | 2:37  |
| 8.           | Don't Be Cruel                                              | Otis Blackwell, Elvis Presley                              | 2 juli 1956      | 2:05  |
| 9.           | That's When Your Heartaches Begin                           | William Raskin, Fred Fisher, Billy Hill                    | 13 januari 1957  | 3:24  |
| 10.          | (Let Me Be Your) Teddy Bear                                 | Kal Mann, Bernie Lowe                                      | 16 januari 1957  | 1:50  |
| 11.          | Love Me Tender                                              | Elvis Presley, Vera Matson                                 | 24 augusti 1956  | 2:45  |
| 12.          | Treat Me Nice                                               | Jerry Leiber, Mike Stoller                                 | 5 september 1957 | 2:13  |
| 13.          | Any Way You Want Me (That's How I Will Be)                  | Aaron Schroeder, Cliff Owens                               | 2 juli 1956      | 2:16  |
| 14.          | I Want You, I Need You, I Love You Bonus Songs              | George Mysels, Ira Kosloff                                 | 14 april 1956    | 2:44  |
| 15.          | My Baby Left Me                                             | Arthur Crudup                                              | 30 januari 1956  | 2:15  |
| 16.          | Playing for Keeps                                           |                                                            |                  | 2:55  |
| 17.          | Blue Suede Shoes                                            | Carl Perkins                                               | 30 januari 1956  | 2:02  |
| 18.          | I Was the One The Stereo & Binaural Hits                    | Aaron Schroeder, Claude DeMetrius, Hal Blair, Bill Peppers | 11 januari 1956  | 2:37  |
| 19.          | Jailhouse Rock                                              | Jerry Leiber, Mike Stoller                                 | 30 april 1957    | 2:45  |
| 20.          | Love Me Tender                                              | Elvis Presley, Vera Matson                                 | 24 augusti 1956  | 2:51  |
| 21.          | Treat Me Nice (undubbed movie master)                       | Jerry Leiber, Mike Stoller                                 | 5 september 1957 | 2:10  |
| 22.          | Loving You (KX take 8)                                      | Jerry Leiber, Mike Stoller                                 | 24 februari 1957 | 1:36  |
| 23.          | That's When Your Heartaches Begin (splice of takes 7/M & 6) | William Raskin, Fred Fisher, Billy Hill                    | 13 januari 1957  | 3:28  |
| Total längd: | Total längd:                                                | Total längd:                                               | Total längd:     | 56:35 |

| 1.           | Mean Woman Blues (take 14, Master)                        | Claude Demetrius                        | 13 januari 1957 | 2:21  |
| 2.           | Blueberry Hill (takes 1, 2)                               | Vincent Rose, Larry Stock, Al Lewis     | 19 januari 1957 | 3:23  |
| 3.           | Blueberry Hill (take 3)                                   | Vincent Rose, Larry Stock, Al Lewis     | 19 januari 1957 | 3:05  |
| 4.           | Blueberry Hill (takes 4–7)                                | Vincent Rose, Larry Stock, Al Lewis     | 19 januari 1957 | 5:21  |
| 5.           | Blueberry Hill (take 8)                                   | Vincent Rose, Larry Stock, Al Lewis     | 19 januari 1957 | 2:52  |
| 6.           | Blueberry Hill (take 9, Master)                           | Vincent Rose, Larry Stock, Al Lewis     | 19 januari 1957 | 2:49  |
| 7.           | That's When Your Heartaches Begin (take 1)                | William Raskin, Fred Fisher, Billy Hill | 13 januari 1957 | 4:16  |
| 8.           | That's When Your Heartaches Begin (take 2)                | William Raskin, Fred Fisher, Billy Hill | 13 januari 1957 | 3:55  |
| 9.           | That's When Your Heartaches Begin (takes 3–6)             | William Raskin, Fred Fisher, Billy Hill | 13 januari 1957 | 4:38  |
| 10.          | That's When Your Heartaches Begin (takes 7–13)            | William Raskin, Fred Fisher, Billy Hill | 13 januari 1957 | 8:09  |
| 11.          | Have I Told You Lately That I Love You? (takes 1–2)       | Scotty Wiseman                          | 19 januari 1957 | 2:57  |
| 12.          | Have I Told You Lately That I Love You? (takes 3–7)       | Scotty Wiseman                          | 19 januari 1957 | 7:33  |
| 13.          | Have I Told You Lately That I Love You? (takes 8–13)      | Scotty Wiseman                          | 19 januari 1957 | 4:38  |
| 14.          | Have I Told You Lately That I Love You? (take 14)         | Scotty Wiseman                          | 19 januari 1957 | 2:46  |
| 15.          | Have I Told You Lately That I Love You? (take 15, Master) | Scotty Wiseman                          | 19 januari 1957 | 2:42  |
| 16.          | I Beg of You (take 1)                                     | Rose Marie McCoy, Kelly Owens           | 13 januari 1957 | 2:14  |
| 17.          | I Beg of You (takes 2–5)                                  | Rose Marie McCoy, Kelly Owens           | 13 januari 1957 | 2:49  |
| 18.          | I Beg of You (take 6)                                     | Rose Marie McCoy, Kelly Owens           | 13 januari 1957 | 2:19  |
| 19.          | I Beg of You (takes 7–11)                                 | Rose Marie McCoy, Kelly Owens           | 13 januari 1957 | 5:17  |
| 20.          | I Beg of You (take 12, Master)                            | Rose Marie McCoy, Kelly Owens           | 13 januari 1957 | 2:12  |
| Total längd: | Total längd:                                              | Total längd:                            | Total längd:    | 76:16 |

## Medverkande

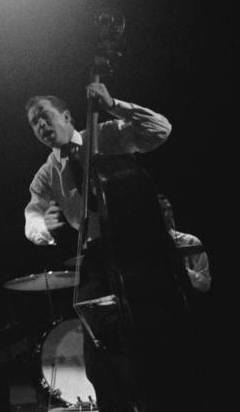
Bill Black (1956), som spelade bas vid samma inspelningstillfällen som Scotty Moore.

Uppgifterna är hämtade från Keith Flynn och Ernst Jørgensen och avser inspelningar gjorda i RCA Victors studio i Nashville i Tennessee den 10–11 januari 1956, 14 april 1956, i RCA:s studio i New York den 2 juli 1956, i 20th Century Fox filmstudio i Hollywood den 24 augusti, 4–5 september och 1 oktober 1956, i Paramounts filmstudio i Hollywood den 15–18 och 21–22 januari samt 14 februari 1957, och i Radio Recorders studio 1 i Hollywood i Kalifornien den 1–3 september 1956, 12–13 januari 1957, 23–24 februari 1957, 30 april och 3 maj 1957 och 5–7 september 1957.

- Elvis Presley – sång; piano på "Love Me" och "Playing for Keeps"; uppsatt som medverkande på gitarr på de sessioner där alla låtar förutom "Love Me Tender" och "Teddy Bear" spelades in.
- Scotty Moore – gitarr, förutom på "Love Me Tender".
- Chet Atkins – gitarr på "Heartbreak Hotel" och "I Want You, I Need You, I Love You".
- Hilmer J. "Tiny" Timbrell – gitarr på "Teddy Bear".
- Bill Black – bas, förutom på "Love Me Tender".
- D. J. Fontana – trummor, förutom på "Love Me Tender".
- Floyd Cramer – piano på "Heartbreak Hotel".
- Shorty Long – piano på "Don't Be Cruel" och "Any Way You Want Me".
- Marvin Hughes – piano på "I Want You, I Need You, I Love You".
- Gordon Stoker – piano på "Hound Dog", "That's When Your Heartaches Begin" och under sessionen då "Teddy Bear" spelades in.
- Dudley Brooks – piano på "Loving You", "Jailhouse Rock", "Treat Me Nice" och under sessionen då "Teddy Bear" spelades in.
- Hoyt Hawkins – piano på "'All Shook Up" och under sessionen då "Teddy Bear" spelades in.
- Neal Matthews – bas på "Jailhouse Rock".
- The Jordanaires: Gordon Stoker, Neal Matthews, Hoyt Hawkins, Hugh Jarrett – bakgrundssång, förutom på "Love Me Tender" och "Heartbreak Hotel", samt "I Want You, I Need You, I Love You" där enbart Gordon Stoker deltog.
- Ben och Brock Speer – bakgrundssång på "I Want You, I Need You, I Love You".
- Millie Kirkham – bakgrundssång under sessionen då "Treat Me Nice" spelades in.
- Vito Mumolo – gitarr under sessionen då "Love Me Tender" spelades in.
- Michael "Myer" Rubin – bas under sessionen då "Love Me Tender" spelades in.
- Richard Cornell – trummor under sessionen då "Love Me Tender" spelades in.
- Luther "Red" Roundtree – banjo under sessionen då "Love Me Tender" spelades in.
- Dominic Frontieri – dragspel under sessionen då "Love Me Tender" spelades in.
- The Ken Darby Trio: Rad Robinson; Jon Dodson; Charles Prescott – bakgrundssång på "Love Me Tender".
- Steve Sholes – producent, förutom på "Love Me Tender", "Teddy Bear" och "Jailhouse Rock".
- Lionel Newman – producent på "Love Me Tender".
- Walter Scharf – producent för Paramount på "Teddy Bear".
- Jeffrey Alexander – producent för MGM på "Jailhouse Rock".
- Bob Farris – ljudtekniker på "Heartbreak Hotel" och "I Want You, I Need You, I Love You".
- Ernie Oehlrich – ljudtekniker på "Hound Dog"', "Don't Be Cruel" och "Any Way You Want Me".
- Bob Mayer och Ken Runyon – ljudtekniker på "Love Me Tender".
- Ken Darby – arrangör på "Love Me Tender".
- Thorne Nogar – ljudtekniker på "Love Me", "Too Much", "All Shook Up", "That's When Your Heartaches Begin", "Loving You", "Jailhouse Rock" och "Treat Me Nice".
- Phil Kahgan – ljudtekniker på "Teddy Bear".

## Topplistor
| Lista (1958)                     | Högsta position |
| Storbritannien (UK Albums Chart) | 2               |
| USA Cash Box Top 100 Albums      | 4               |
| USA (Billboard 200)              | 3               |

| Område                | Certifiering | Försäljning |
| Kanada (Music Canada) | platina      | 100 000     |
| USA (RIAA)            | 6 × platina  | 6 000       |